# 伯力
哈巴罗夫斯克（中文原名：伯力，羅馬化：Khabarovsk，發音：[xɐˈbarəfsk] ⓘ；那乃語：Бури хотон；烏德蓋語：Бэли хото；烏爾奇語：Бури；尼夫赫語：Пур），是俄罗斯远东地区的重要城市，位于哈巴罗夫斯克边疆区内，是该区的最大城市和行政中心。自1880年起，哈巴罗夫斯克成为俄罗斯的一个城市，并且是远东地区重要的政治、教育和文化中心之一。
该市位于黑龙江与乌苏里江交汇东侧的低地上，是国际铁路和航空运输线路的交汇中心，距离中俄邊境约30公里，距海參崴（符拉迪沃斯托克）约800公里；距离莫斯科约6100公里（航空直线距离），通过铁路则为8533公里。
哈巴罗夫斯克形成了一个市级行政区，总面积389平方公里，其中右岸区域（主要城市区域）占地230平方公里，左岸区域占地159平方公里，包括黑龙江左岸的83平方公里和黑龙江水域的76平方公里。
从2002年到2018年12月，哈巴罗夫斯克曾是俄罗斯遠東聯邦管區的行政中心，之后这一地位被赋予符拉迪沃斯托克。哈巴罗夫斯克在2015年超越符拉迪沃斯托克，成为俄罗斯远东最大的城市。根据2021年俄罗斯人口普查数据，该市人口为617,441人。
哈巴罗夫斯克设有联邦远东发展部、东部军区总部以及约两百个联邦政府和管理机构，并加入了西伯利亚和远东城市协会。该市被授予“军事荣耀城市”的称号。像俄罗斯远东内陆的其他地区一样，哈巴罗夫斯克气候极端，季节变化显著，冬季寒冷而夏季相对炎热潮湿。

## 名称
伯力，又称伯利，源自中国唐朝時期的勃利州。遼朝時期，这里被稱为剖阿里。““伯利”、“颇黎”、“勃利”、“博和哩”和“剖阿里”均为“伯力”的漢語諧音，來源於部落名“博和哩”（穆麟德轉寫：Bohori）。
1858年，俄罗斯帝国与清朝黑龍江將軍奕山签订《璦琿條約》后三天，即5月31日，在此地建立军事要塞，并以探險家葉羅費·哈巴羅夫的名字将其命名为“哈巴罗夫卡（Хабаровка）”。
1860年，英法联军攻占北京后，清朝与沙俄签订《北京条约》，正式承认《瑷珲条约》并将此地割让给俄罗斯。
随着居民点的不断扩大，哈巴罗夫卡于1880年升级为城市。1893年11月2日，城市名称改为“哈巴罗夫斯克（Хабаровск）”。
目前，华语地区仍普遍将此城市称为伯力，中华人民共和国方面出版的地图标记为“哈巴罗夫斯克（伯力）”。根据自然资源部2023年2月6日发布的《公开地图内容表示规范》第十四条规定，汉语版地图中“哈巴罗夫斯克”之后必须括注“伯力”，汉语拼音版和外文版地图除外。中华人民共和国官方媒体对该城市的译名使用不统一，通常使用“哈巴罗夫斯克”，有时则使用“伯力”。
中華民國官方仍沿用“伯力”这一传统地名。海外华语社群对该市的称呼也不统一，译名“哈巴罗夫斯克”因发音拗口较少见，多数海外华语文章更常沿用传统名称“伯力”。

## 歷史

### 古代
历史记录表明，该地区在公元8世纪已有人类建立城市。通古斯民族是该地区的土著民族。在成为中国帝国的一部分时，这座城市被命名为伯力。
唐開元十年（722年），唐玄宗任命黑水靺鞨酋长倪属利稽为勃利刺史，並將黑水都督府勃利州治所设在今天的哈巴罗夫斯克。
遼朝时期，勃利改名为“剖阿里”，并设有五國部節度使，管辖黑龙江下游各部。
15世紀，明朝在此设立巴忽鲁卫，隶属于奴兒干都指揮使司。
后金崇德八年（1643年），在此设立博和哩噶珊。据《滿洲源流考》卷11《疆域》載：
“博和哩，滿洲語，豌豆也”。
清朝年間，该地隶属于吉林將軍三姓副都統管轄。

### 沙俄时期

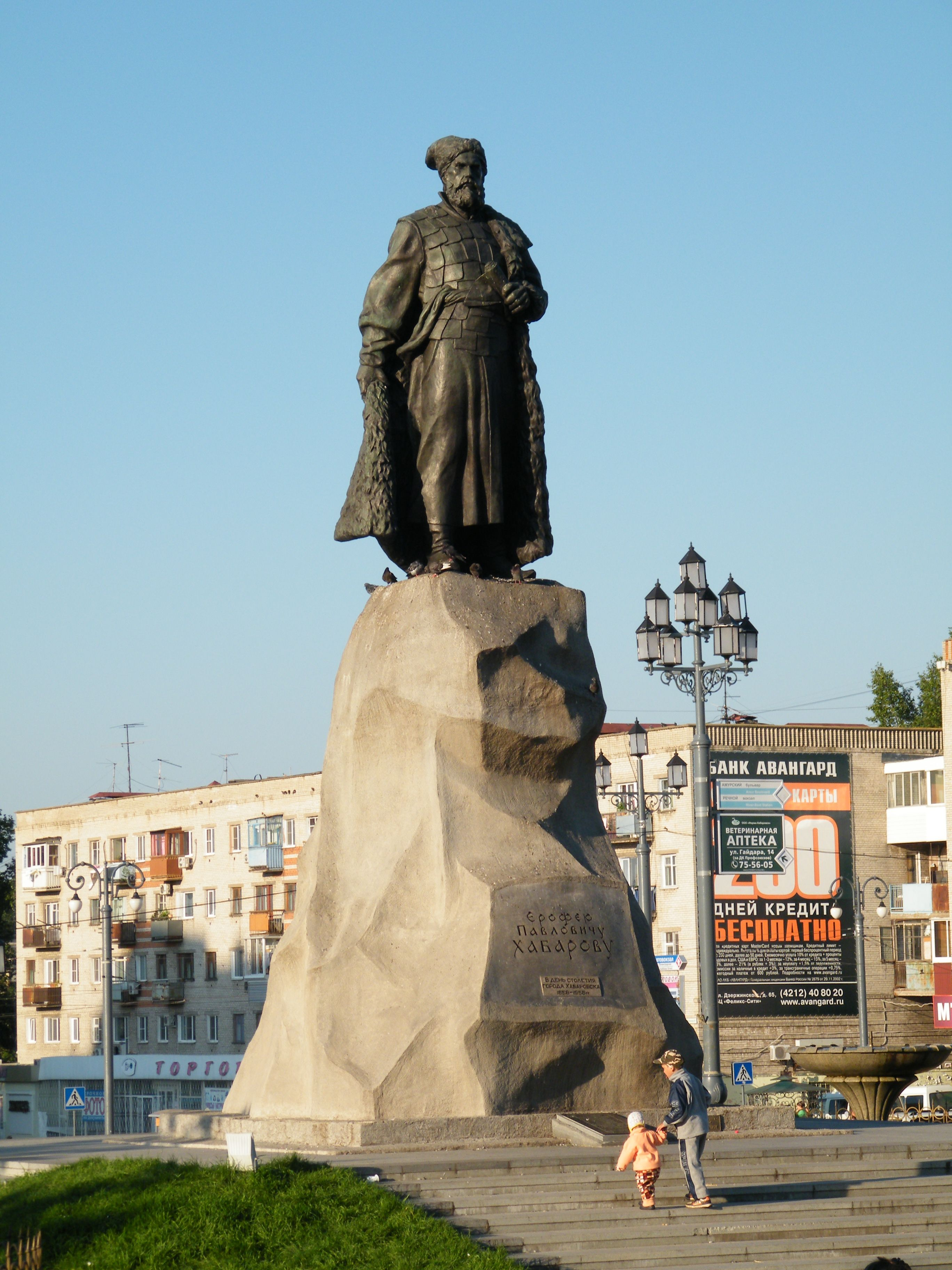
车站广场的哈巴罗夫像

1858年，俄国沙皇亞歷山大二世派遣東西伯利亞總督穆拉維約夫侵佔中國黑龍江沿岸，並在此設軍事哨所。为了纪念17世纪俄罗斯探险家叶罗费·哈巴罗夫在遠東地區的探勘行動，穆拉维约夫将伯力改称为“哈巴罗夫卡”。随着居民点的扩大，1893年10月该地又改名为“哈巴罗夫斯克”。俄文名称即来源于此。
俄方认为，直到19世纪中叶，根据《尼布楚条约》，今天哈巴罗夫斯克所在的领土仍处于中立地带，清帝国与俄罗斯之间未明确划定边界。
第二次鸦片战争期间，俄国于1858年派遣穆拉维约夫带领谈判队前往瑷珲与清朝将军奕山谈判。5月28日，奕山违背上级命令签署《瑷珲条约》，将原屬清朝位於黑龍江及烏蘇里江交界处东侧的40多万平方公里土地及庫頁島一并割让给俄国，该地遂归俄境，但条约未得到清政府确认。
1860年，《中俄北京條約》签署后，清朝中央政府正式确认了《瑷珲条约》的有效性。失去伯力城后，中国在牡丹江流域重新建立了“勃利”，延续“伯力”的边疆功能，即今七台河市的勃利县。
1859年，布罗尼斯拉夫·卡齐米罗维奇·库克尔带领移民和有轻罪的士兵来到该地区。条约签署后，穆拉维约夫命令由雅科夫·瓦西里耶维奇·迪亚琴科上尉指挥的第13西伯利亚线列营在阿穆尔河（即黑龙江）沿岸建立定居点。迪亚琴科被委托“管理阿穆尔河防线的第2支线，并在滨海边疆区军事总督彼得·瓦西里耶维奇·卡扎克维奇少将的指挥下加入乌苏里河沿岸的定居点。”
穆拉维约夫于1858年6月12日抵达卡扎克维切沃的乌斯季-乌苏里斯克哨所，他认为此地不足以容纳乌苏里江口附近的村庄，便指示根纳季·伊万诺维奇·涅韦尔斯科伊前往另一个地点。6月12日被定为哈巴罗夫斯克的建城日，并按照俄历5月31日的传统庆祝城市日。
1864年，军事地形学家米哈伊尔·柳宾斯基制定了哈巴罗夫斯克未来的发展规划，其中别列戈瓦亚街（现舍甫琴科街）被作为主要街道。 到1865年，哈巴罗夫卡已拥有1,294名居民，主要由东西伯利亚第13线列营的士兵和军官组成。城市的发展起步于内兴安岭支脉的三座山脊，第一条街道和第一处住宅区都在这里建成。居民将这些区域分别称为“军事山”（现为谢勒舍瓦街）、“炮兵山”（现为列宁街）和“中部山”（现为穆拉维约夫-阿穆尔斯基街）。
最初，哈巴罗夫卡的建筑主要是军事设施。成立五年后，城市已有167栋建筑，包括军事领导人的住宅、军营、食品仓库、住宅楼和商店。由于位于阿穆尔河和乌苏里江交汇处的战略位置，哈巴罗夫卡迅速发展。随着军事定居者的到来，平民也开始涌入，来自外贝加尔地区、西伯利亚、奥伦堡、彼尔姆、喀山、库尔斯克、下诺夫哥罗德、基辅、比萨拉比亚、梁赞省、莫斯科和圣彼得堡等地的移民纷纷定居。军官和士兵通常在哈巴罗夫卡停留数年，以获得优待和晋升，而商人、工匠、哥萨克和农民则长期定居，许多人还免费获得肥沃的土地。
当时，毛皮、捕鱼以及与当地人的非等价交换成为主要的经济活动，这些行业利润丰厚，吸引了大量定居者。行政上，哈巴罗夫卡隶属于以现村庄索菲斯克为首府的索菲斯基区，属于东西伯利亚总督区的滨海边疆区。到了1860年代末，阿穆尔工程迁至哈巴罗夫卡，1870年代炮兵设施也转移至此，其建筑至今仍留存于市区。
1873年，哈巴罗夫卡成立了第一所小学。同年，第一位贵宾——阿列克谢·亚历山德罗维奇大公访访问了哈巴罗夫卡。为了纪念他的到访，哈巴罗夫卡的第一条主要街道被命名为阿列克谢耶夫斯基街（即现为舍甫琴科街），1875年开设的小学也被命名为阿列克谢夫斯基小学。同年，哈巴罗夫卡的第一个集市在普柳斯宁基河河口兴起，即今天的河站所在地，名为“下集市”，一直持续到20世纪60年代。
到1880年，建城22年后，哈巴罗夫卡已发展成滨海边疆区一个相当大的定居点，人口达2,036人，其中47.3%为军人，23%为资产阶级，21.3%为以华工为主的外国工人，1.4%为原住民，7%为军官、神职人员、商人和实业家。当时地区的首府是尼古拉耶夫斯克，但由于哈巴罗夫卡位于符拉迪沃斯托克和沿海交通的十字路口，其地理位置更为有利。1880年5月10日，哈巴罗夫卡定居点成为滨海边疆区首府，并正式转变为城市。
1881年签署的《伊犁条约》允许在中俄陆地边界50俄里的地区进行免税贸易，使中国和英国的工厂产品比在昆斯特和阿尔伯斯的商店便宜一半。1890年，著名作家安东·契诃夫在前往萨哈林岛的途中短暂停留在哈巴罗夫卡。1891年6月10日，时任皇子、未来沙皇的尼古拉二世在环球旅行中抵达哈巴罗夫卡，并停留至次日早晨。6月11日，雕刻家亚历山德拉·米哈伊洛维奇·奥皮库什创作的穆拉维约夫-阿穆尔斯基纪念碑举行了盛大的开幕仪式，这座纪念碑在苏联时期被拆除。
1892年，阿穆尔航运和贸易协会成立，是一家大型股份公司。两年后的1884年6月28日，东西伯利亚总督府分为伊尔库茨克总督府和以哈巴罗夫卡为行政中心的阿穆尔州。
1893年11月2日，哈巴罗夫卡更名为哈巴罗夫斯克。1896年5月11日，索菲斯基区更名为哈巴罗夫斯克区，区行政中心和区警察局从索菲斯克迁至哈巴罗夫斯克。1897年9月13日，第一列火车从哈巴罗夫斯克火车站出发，沿乌苏里江铁路驶向符拉迪沃斯托克，标志着该市与符拉迪沃斯托克的连接。当时，哈巴罗夫斯克的市人口已达14,900人。
1905年11月11日，受到1905年俄国革命影响，工人在驻军士兵的支持下举行了首次罢工，目标是阿森纳军工厂。15日，哈巴罗夫斯克的卫戍部队士兵举行集会，要求提前回家。12月11日，铁路工人参加了全俄政治罢工。次年1月23日，尼古拉·彼得罗维奇·连纳维奇将军下令禁止哈巴罗夫斯克举行罢工和集会，禁止低级军官参与社团和工会活动。3天后的1月26日，士兵和退役士兵占领了议会，并提出解除戒严、迅速遣送士兵回国的要求。几小时后，忠于政府的军队清理了议会。1907年7月14日，哈巴罗夫斯克附近发生的非法集会被驱散，标志着1905年俄国革命期间的最后一次集会。
1908年，阿穆尔舰队基地开始建设。1913年8月12日，沙皇阿列克谢·尼古拉耶维奇继承人大桥的奠基仪式在哈巴罗夫斯克附近隆重举行。1916年10月18日，一座横跨阿穆尔河的铁路桥竣工并正式通车，哈巴罗夫斯克通过阿穆尔铁路与东西伯利亚连接起来。

### 内战时期
二月革命后，俄罗斯建立了双重政权——代表无产阶级和农民的彼得格勒苏维埃和资产阶级权力机构临时政府。社会革命党和孟什维克在苏维埃中拥有多数席位促进了双重权力建立。国家中央的双重权力导致了地方的双重权力。在全俄各城市，临时政府公共安全委员会和工兵代表苏维埃出现。远东的双重权力没有奏效，社会革命党人和孟什维克占据了公共安全委员会的领导地位，同时他们在苏维埃中也获得了压倒性多数，其余的代表大多是通常同情“右翼社会主义者”的无党派人士。在哈巴罗夫斯克市杜马大楼附近举行群众集会，选举了公共安全委员会。在哈巴罗夫斯克公共安全委员会中，大部分席位属于孟什维克和社会革命党人。然而，布尔什维克А.И.马勒舍夫领导了哈巴罗夫斯克的公共安全委员会。
1917年3月4日，首次选举工兵代表苏维埃在哈巴罗夫斯克举行。5日，公共安全委员会逮捕了哈巴罗夫斯克市警察局长Ф·巴里诺夫。6日，临时政府清理了宪兵队，四天后又撤销了警察局。同样是在三月，委员会推翻并监禁阿穆尔省总督尼古拉·勒沃维奇·贡达季。二月革命后的临时政府时期，阿穆尔总督被废除。该领土被称为远东领土，由远东临时政府专员管理。3月25日，远东临时政府政委、第四届国家杜马代表、社会革命党人А.Н.鲁萨诺夫抵达哈巴罗夫斯克。次月14日，临时政府颁布了一项关于建立民选民兵的特别法令，原则是从工人中招募。秋，举行了远东新机构地方自治局的选举，其中大多数主要受到社会革命党人的欢迎，远东地方自治机关立即开始获取政治权力，他们不仅负责日常生活问题，还负责执法机构，选举结束后，公共安全委员会立即解散，地方自治机关实际上成为新的当局。
同年12月19日，哈巴罗夫斯克被哈巴罗夫斯克远东人民委员会赤卫队分队占领。远东苏维埃第三次代表大会于12月12日至20日在该市举行，宣布苏维埃政权在远东地区建立。工兵农代表和自治苏维埃远东地区委员会当选，布尔什维克亚历山大·米哈伊洛维奇·克拉斯诺晓科夫担任主席。次年9月，在伊万·帕夫洛维奇·卡尔梅科夫和日军进攻的压力下，赤卫队从哈巴罗夫斯克撤离。5日，城市落入白卫军首领卡尔梅科夫的一支分遣队手中，该支队与米哈伊尔·康斯坦丁诺维奇·季捷里赫斯将军的捷克军团联合，并得到了日本第12师团的支持。卡尔梅科夫的部分控制着从乌苏里斯克到哈巴罗夫斯克的西伯利亚大铁路，他在位期间依赖日本人，并与守卫符拉迪沃斯托克至乌苏里斯克的西伯利亚铁路的美国远征军司令威廉·S·格雷夫斯将军发生冲突。
1919年1月28日数百名哥萨克叛乱反对伊·卡尔梅科夫，叛乱分子被镇压后被送往美军位于红河的过滤营。5月10日，在埃波夫上尉的带领下，军官和学员宣布卡尔梅科夫患有精神障碍而叛乱，第二天就被镇压了。次年2月13日，在高尔察克被击败、干涉主义者从滨海边疆区撤离后，卡尔梅科夫前往满洲。3天后的16日，红军游击队进入城市。3月11日，哈巴罗夫斯克市杜马承认滨海边疆区地方自治政府的权威。4月5日，日军与红军游击队激烈战斗。8月22日，哈巴罗夫斯克市杜马宣布哈巴罗夫斯克地区为独立的哈巴罗夫斯克共和国，次日被远东共和国消灭。
1921年12月21日，哈巴罗夫斯克被维克多林·米哈伊洛维奇·莫尔恰诺夫将军指挥的阿穆尔河沿岸临时政府军队占领，莫尔恰诺夫将军被称为“起义白军”。次年2月5日至14日，由于沃洛恰耶夫卡战役，莫尔恰诺夫的分队被击败并撤退到滨海边疆区，加伦将军指挥的远东共和国人民革命军分队占领哈巴罗夫斯克。11月14日，苏俄吞并远东共和国，哈巴罗夫斯克成为俄罗斯苏维埃联邦社会主义共和国的一部分。

### 苏联时期
1923年4月20日，哈巴罗夫斯克市议会第一次全体会议隆重开幕。12月6日，远东行政中心从赤塔转移到哈巴罗夫斯克。1926年1月4日远东地区成立，以哈巴罗夫斯克为首府，时市人口约5.2万人。1929年中东路事件，中国试图收回中东铁路，与苏联爆发冲突，苏联决定对中国发动战争，共产国际远东局在伯力组建了远东工人游击队，受远东军区司令加伦将军指挥，派刘伯承与叶剑英参与并组织训练部队，与国民政府军张学良部作战，协助苏联进攻中国的黑龙江海拉尔之役。1930年5月18日，哈巴罗夫斯克被分离为一个独立的行政领土单位。
1931年，阿尔卡季·彼得罗维奇·盖达尔在哈巴罗夫斯克市的精神病院写下了《马尔奇什-基巴尔奇什的军事秘密故事及其坚定的诺言》，是《军事秘密》故事的后半部分。

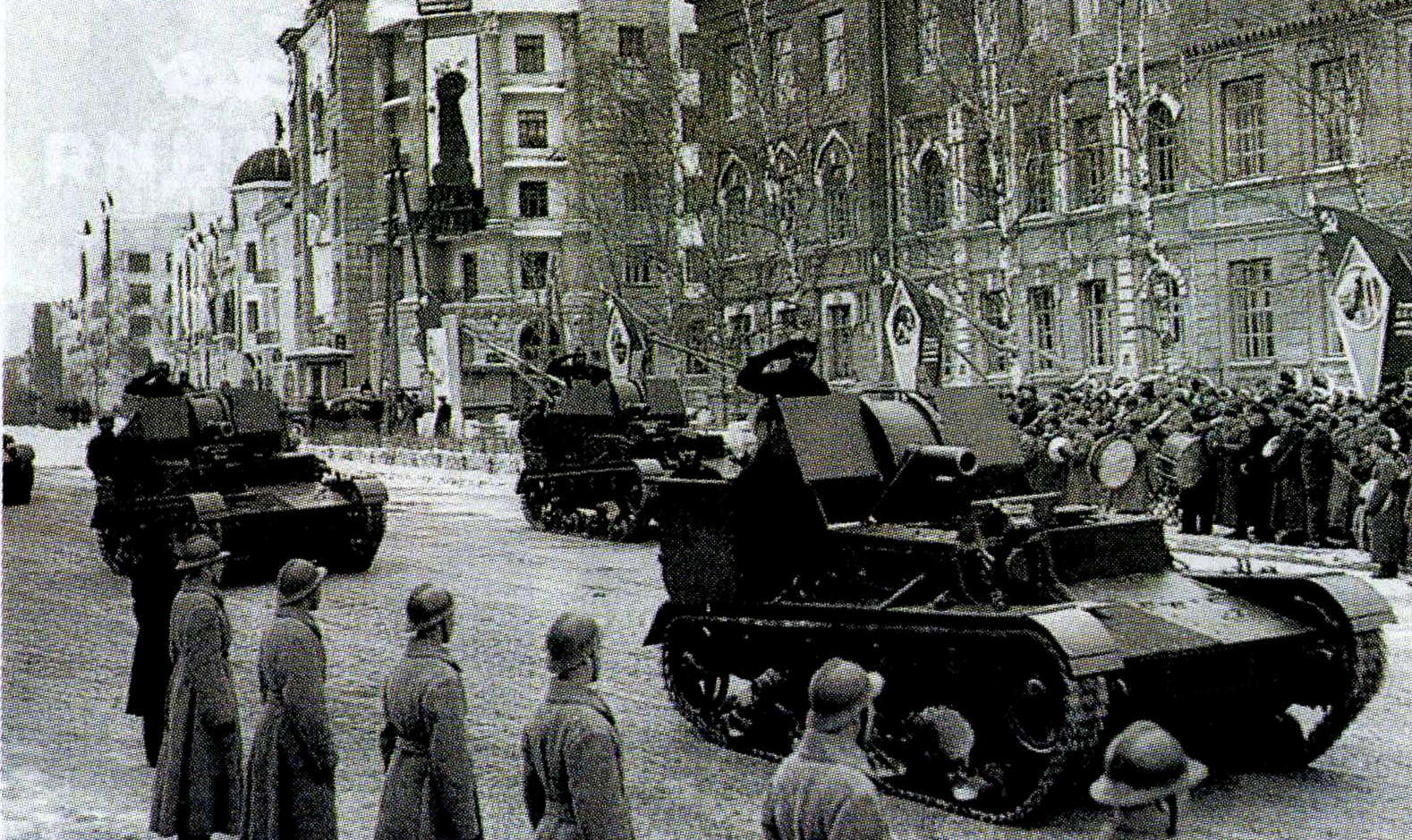
1936年的阅兵式

1932年10月19日第一个机场启用。1934年至1939年是远东地区哈巴罗夫斯克地区的行政中心。1938年9月14日，哈巴罗夫斯克师范学院成立（现太平洋国立大学教育学院）。1938年10月20日，该市获得哈巴罗夫斯克边疆区行政中心的地位。1940年8月15日，由沃洛恰耶夫卡二号站哈巴罗夫斯克与阿穆尔河畔共青城建立了铁路连接。
自1940年6月起，远东方面军行政机构驻扎在哈巴罗夫斯克，自1945年8月起，华西列夫斯基的远东地区苏联军队最高指挥部和远东方面军的行政机构驻扎在哈巴罗夫斯克，含遠東第1方面軍。第二次世界大战期间，苏联在伯力的维亚茨科耶组建了苏联远东方面军独立第88步兵旅，成员主要为原东北抗联败退入苏联境内的成员。二战结束后，曾在此市对日本关东军战犯进行审判，即伯力审判。
1954年，第1火电厂投入运行。1956年11月5日，电车投入运营。1967年9月1日，哈巴罗夫斯克体育学院（现远东国家体育学院）成立。1968年9月1日，哈巴罗夫斯克国立艺术文化学院成立。1975年，无轨电车投入运营。

### 现代
1996年哈巴罗夫斯克举行了有史以来第一次市长选举，州长维克多·伊沙耶夫的支持的帕维尔·德米特里耶维奇·菲利波夫当选。2000年3月，根据俄联邦总统普京的法令，成立联邦管区。哈巴罗夫斯克成为远东联邦管区的中心。
2010年，这座城市在福布斯排名中排名在俄罗斯经商的第二有利城市，第一名是克拉斯诺达尔。在2004年，2006年，2008年和2012年俄罗斯最舒适的城市的竞争中多次在俄罗斯联邦主体的行政中心中排名第一。根据公共会议厅2012年进行的一项研究结果，哈巴罗夫斯克被认为是俄罗斯居住成本最高的城市。
在2013年夏末初秋，哈巴罗夫斯克受到自1897年以来最大的洪災。
2018年12月，根据总统普京的法令，远东联邦管区的中心从哈巴罗夫斯克迁至符拉迪沃斯托克。2020月年7月，州长谢尔盖·富尔加尔在哈巴罗夫斯克被拘留，被指控组织合同杀人。对安全部队行动的分歧和州长的个人声望成為邊疆區內發生历史上最大规模抗议活动的原因。2023年，富爾加爾被判22年有期徒刑，此事再次引發民眾抗議。

## 地理

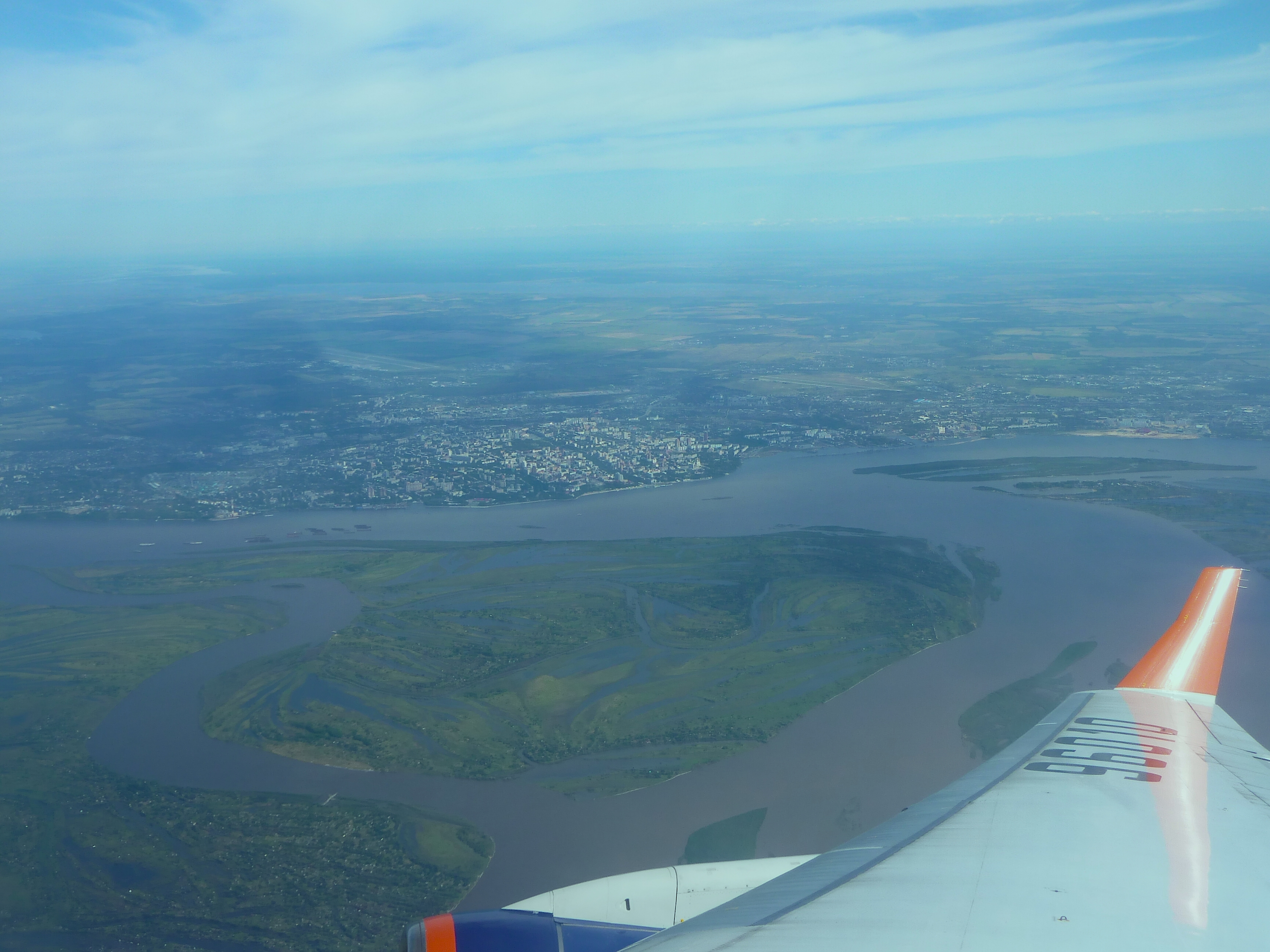
从飞机上俯看城市

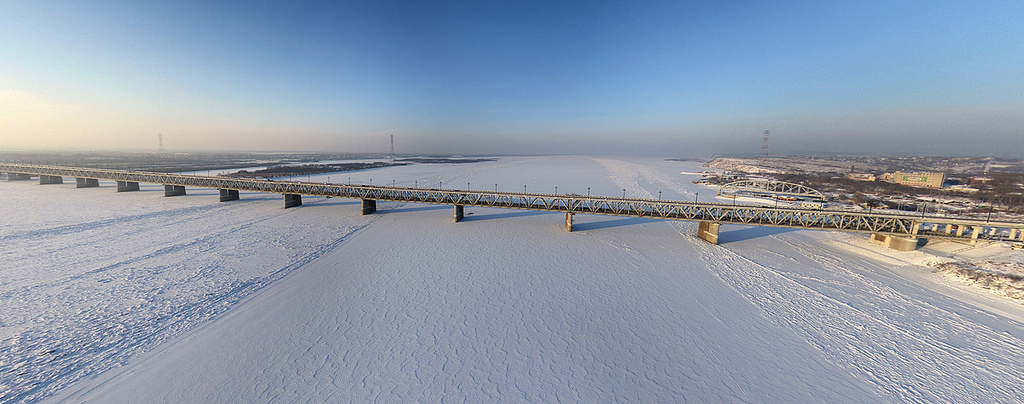
冬季的桥

哈巴罗夫斯克在中阿穆尔低地南部，靠近黑龙江和乌苏里江的交汇处，与黑瞎子岛隔江相望，南向是赫赫齐尔山（赫克特里山），距中國邊界17公里。面积3720平方公里，沿阿穆尔河长33公里，平均宽10公里，从弗拉基米罗夫卡村对面的佩姆赞斯卡亚水道右岸到热列兹诺多罗日尼区的高尔基村约24公里。中部是平缓的悬崖上，绝对海拔70-90米，相对超过20-30米。到莫斯科的距离8237公里，到符拉迪沃斯托克750公里。当地采用 UTC+10:00 时区，比莫斯科快7个小时，太阳正午发生在当地时间13:00。
气候属温带远东季风区温带季风气候，冬季寒冷多雪，夏季炎热潮湿。1月均温-19.2℃，7月均温21.4℃，年均温2.7℃。1922年1月记录到-43℃的绝对最低温度，2011年1月14日温度降至-40℃。绝对最高温度36.7℃出现在2010年6月，2008年6月气温达+35.1℃。年平均降水量696毫米；日最大降水量为121.2毫米，记录于1985年7月；月最大降水量出现在1981年8月，达434毫米。在冬季，西伯利亚反气旋占主导地位，从十一月到三月干燥和寒冷的大陆性空气笼罩城市上空而使天气晴朗。每年高达300天的年晴朗天数明显高于许多俄罗斯大城市，莫斯科和圣彼得堡约只有100天。

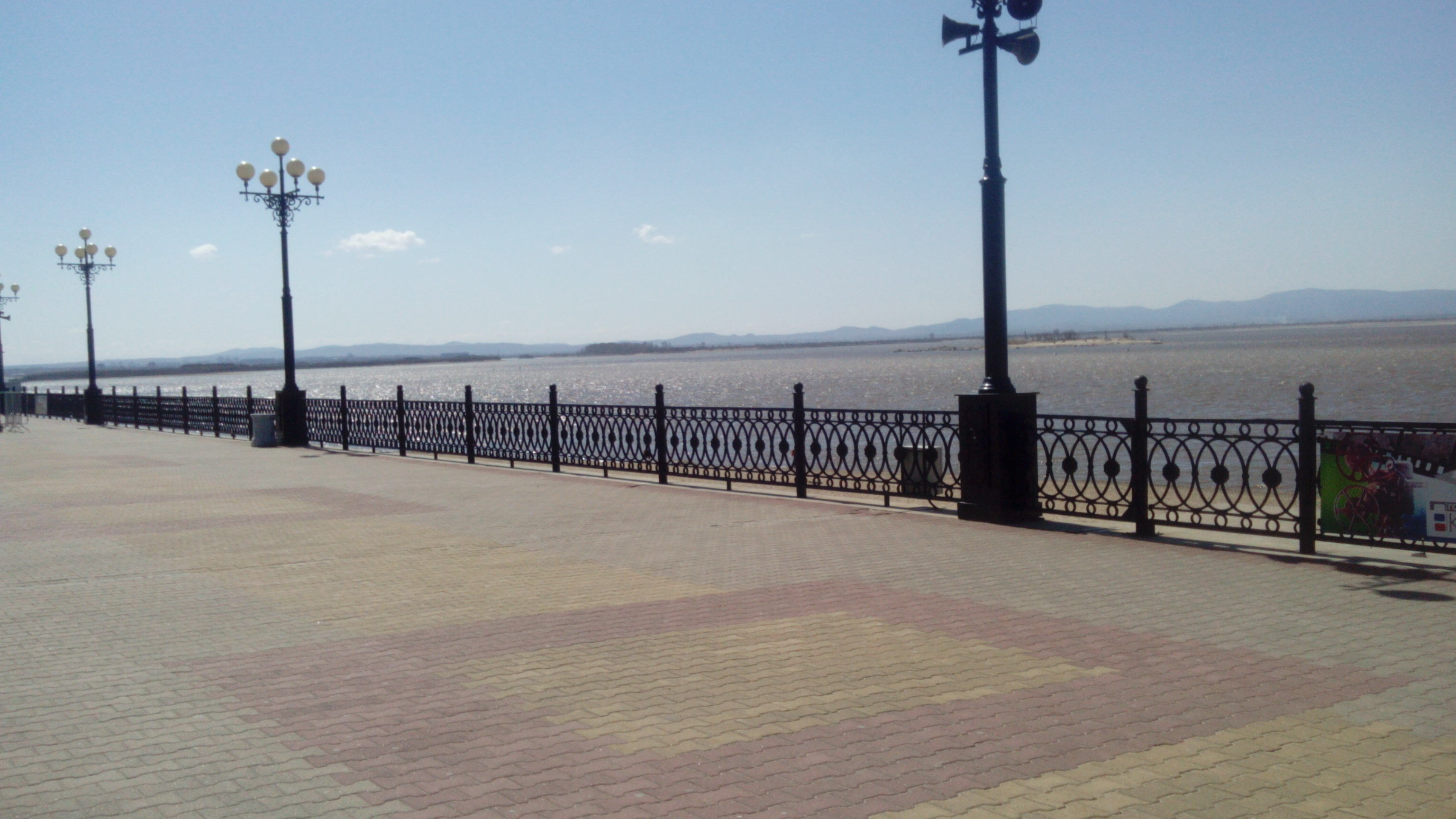
春季的河堤
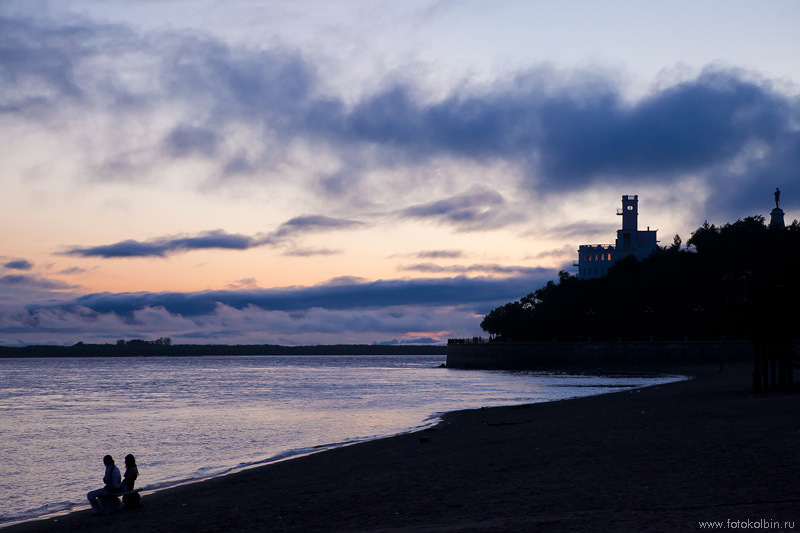
夏季的日落
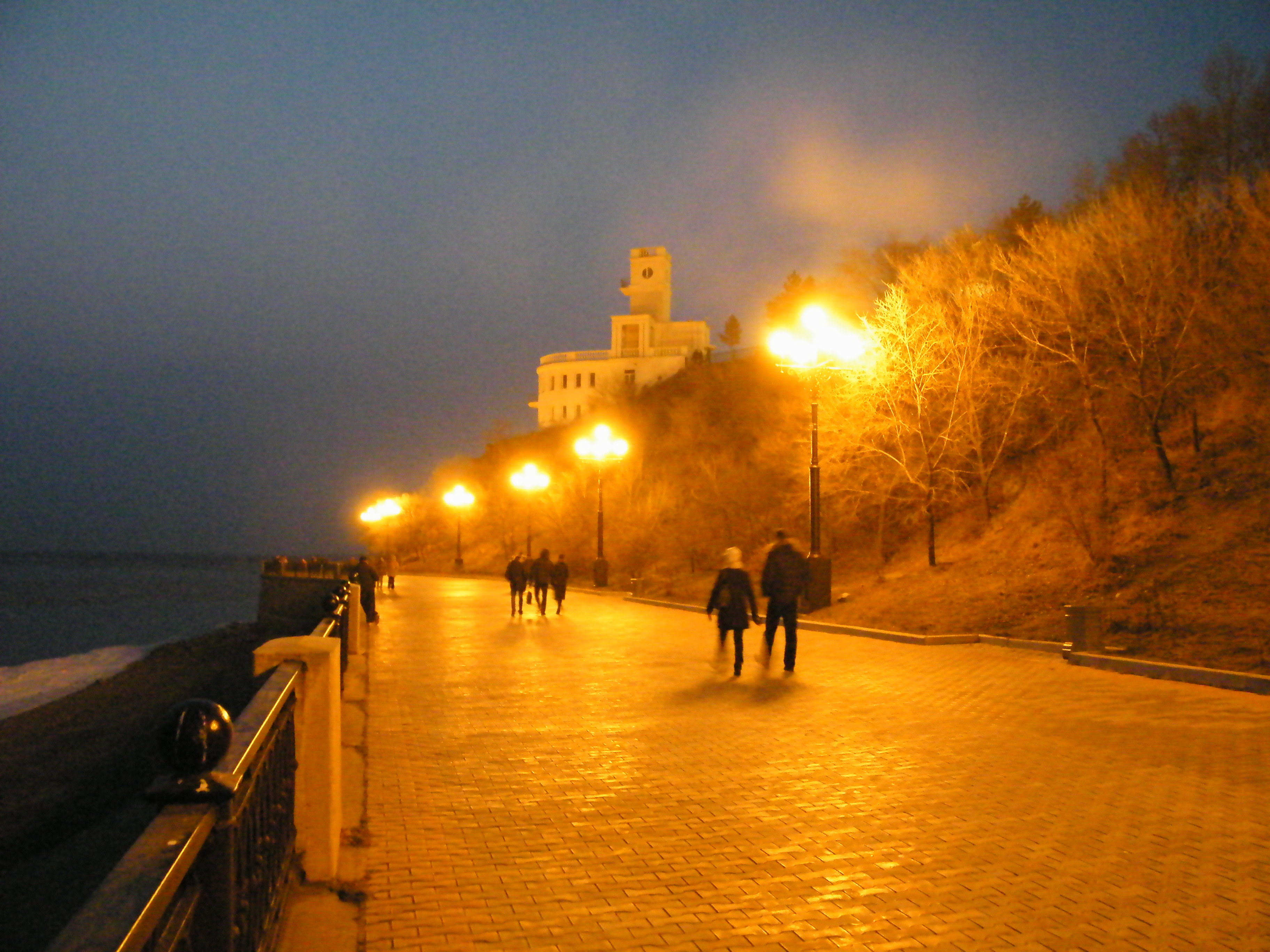
秋季的河岸

| 哈巴罗夫斯克         | 哈巴罗夫斯克  | 哈巴罗夫斯克  | 哈巴罗夫斯克  | 哈巴罗夫斯克 | 哈巴罗夫斯克 | 哈巴罗夫斯克 | 哈巴罗夫斯克 | 哈巴罗夫斯克 | 哈巴罗夫斯克 | 哈巴罗夫斯克 | 哈巴罗夫斯克  | 哈巴罗夫斯克  | 哈巴罗夫斯克  |
| 月份                 | 1月           | 2月           | 3月           | 4月          | 5月          | 6月          | 7月          | 8月          | 9月          | 10月         | 11月          | 12月          | 全年          |
| -------------------- | ------------- | ------------- | ------------- | ------------ | ------------ | ------------ | ------------ | ------------ | ------------ | ------------ | ------------- | ------------- | ------------- |
| 历史最高温 °C（°F）  | 0.6 (33.1)    | 6.3 (43.3)    | 17.0 (62.6)   | 28.6 (83.5)  | 31.5 (88.7)  | 36.4 (97.5)  | 35.7 (96.3)  | 35.6 (96.1)  | 29.8 (85.6)  | 25.8 (78.4)  | 15.5 (59.9)   | 6.6 (43.9)    | 36.4 (97.5)   |
| 平均高温 °C（°F）    | −15.7 (3.7)   | −10.7 (12.7)  | −1.5 (29.3)   | 10.4 (50.7)  | 18.6 (65.5)  | 23.9 (75.0)  | 26.6 (79.9)  | 24.8 (76.6)  | 19.1 (66.4)  | 10.0 (50.0)  | −3.1 (26.4)   | −13.5 (7.7)   | 7.4 (45.3)    |
| 日均气温 °C（°F）    | −19.8 (−3.6)  | −15.4 (4.3)   | −6.4 (20.5)   | 4.8 (40.6)   | 12.4 (54.3)  | 18.1 (64.6)  | 21.3 (70.3)  | 19.9 (67.8)  | 13.7 (56.7)  | 5.1 (41.2)   | −7.2 (19.0)   | −17.3 (0.9)   | 2.4 (36.3)    |
| 平均低温 °C（°F）    | −23.5 (−10.3) | −19.7 (−3.5)  | −11.0 (12.2)  | 0.1 (32.2)   | 7.1 (44.8)   | 13.0 (55.4)  | 16.8 (62.2)  | 15.9 (60.6)  | 9.2 (48.6)   | 1.0 (33.8)   | −10.6 (12.9)  | −20.6 (−5.1)  | −1.9 (28.6)   |
| 历史最低温 °C（°F）  | −40.0 (−40.0) | −35.1 (−31.2) | −28.9 (−20.0) | −15.1 (4.8)  | −3.1 (26.4)  | 2.2 (36.0)   | 6.8 (44.2)   | 4.9 (40.8)   | −3.3 (26.1)  | −15.6 (3.9)  | −27.4 (−17.3) | −36.7 (−34.1) | −40.0 (−40.0) |
| 平均降水量 mm（）    | 14 (0.6)      | 11 (0.4)      | 22 (0.9)      | 44 (1.7)     | 61 (2.4)     | 72 (2.8)     | 133 (5.2)    | 153 (6.0)    | 79 (3.1)     | 50 (2.0)     | 26 (1.0)      | 17 (0.7)      | 682 (26.9)    |
| 平均降水天数         | 3.3           | 3.2           | 4.2           | 7.0          | 8.8          | 9.1          | 10.3         | 11.0         | 9.5          | 6.5          | 5.1           | 4.6           | 82.6          |
| 平均相對濕度（％）   | 75            | 72            | 68            | 63           | 65           | 74           | 79           | 83           | 78           | 67           | 69            | 73            | 72            |
| 月均日照時數         | 145.7         | 182.0         | 232.5         | 213.0        | 234.0        | 261.0        | 248.0        | 217.0        | 213.0        | 189.1        | 159.0         | 145.7         | 2,440         |
| 来源1：Pogoda.ru.net |               |               |               |              |              |              |              |              |              |              |               |               |               |
| 来源2：              |               |               |               |              |              |              |              |              |              |              |               |               |               |

- 春季的河堤
- 夏季的日落
- 秋季的河岸

- 冬季的桥

## 經濟

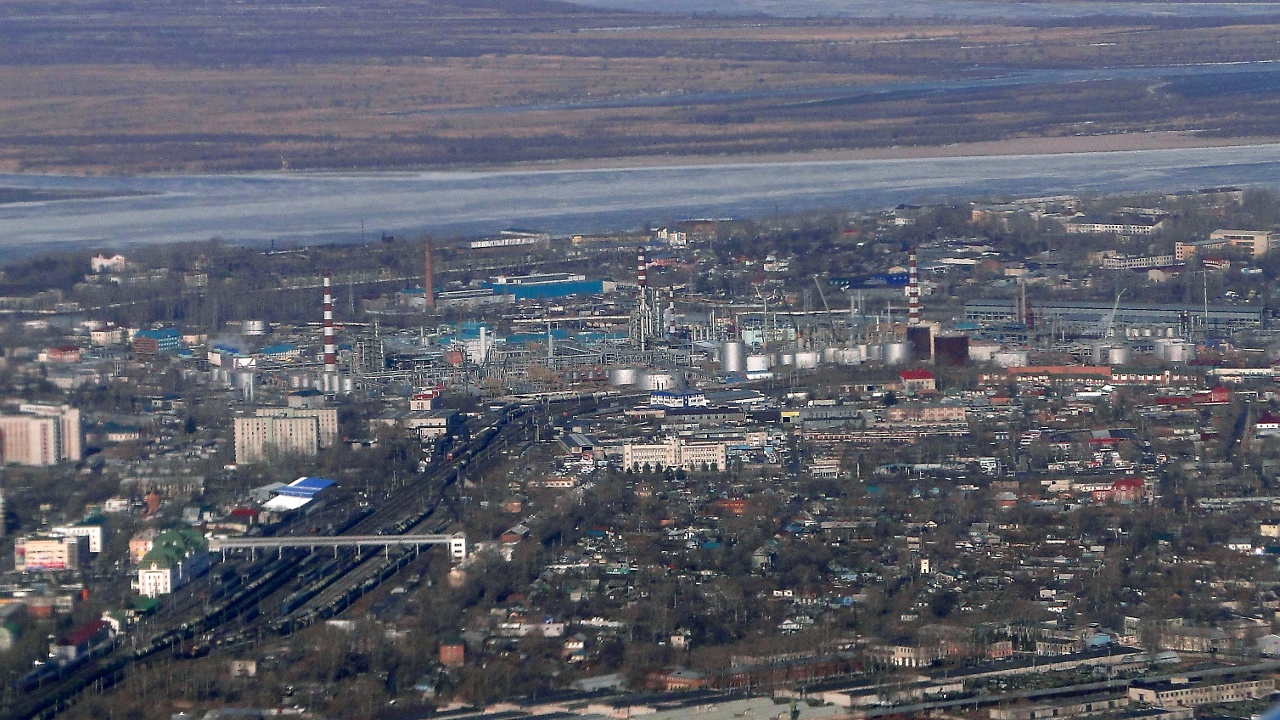
炼油厂

工业以机械制造、炼油、造船和木材加工为主，还有纺织、食品加工等。市内主要工业企业有远方化学制药公司、远方桥梁公司、远东发电公司、阿穆尔航运公司集团、远东运输公司、ННК-哈巴罗夫斯克石油产品有限公司、哈巴罗夫斯克炼油厂、哈巴罗夫斯克造船厂、哈巴罗夫斯克酿酒厂、远东造船技术研究所、远方能源装置工程公司、远东电力工程厂、阿穆尔勘探合作社、东方探矿合作社、常青集团、哈巴罗夫斯克管道厂、哈巴罗夫斯克油脂厂、哈巴罗夫斯克联合股份公司、哈巴罗夫斯克洗涤剂厂、哈巴罗夫斯克房屋建筑厂、乳酸边缘儿童营养食品合作社、泰加工厂等。
电力和热能由第1、2、3火电厂供应，所有火电厂连接萨哈林-符拉迪沃斯托克-哈巴罗夫斯克天然气管道和十月镇-哈巴罗夫斯克天然气管道。天然气运输由俄罗斯天然气工业股份公司天然气运输托木斯克和达尔天然气运输公司承担，俄罗斯天然气工业股份公司远东地区承担天然气分销和供应。
金融业有罗斯格斯特拉赫保险公司和俄罗斯联邦储蓄银行的网点等。旅游业有约40家不同层级的酒店。

## 政治

### 政府和杜马

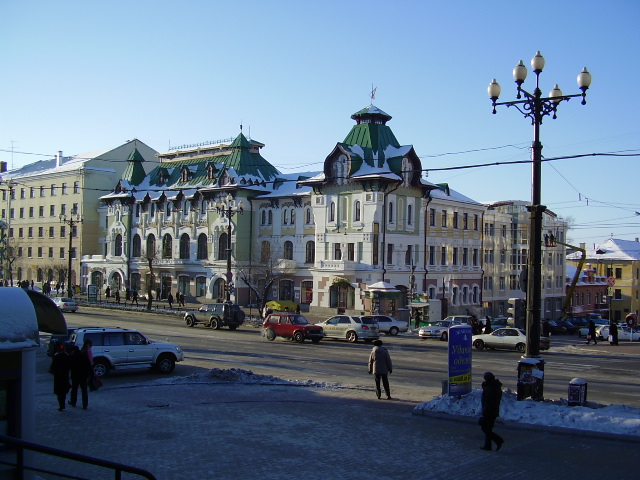
市區杜马

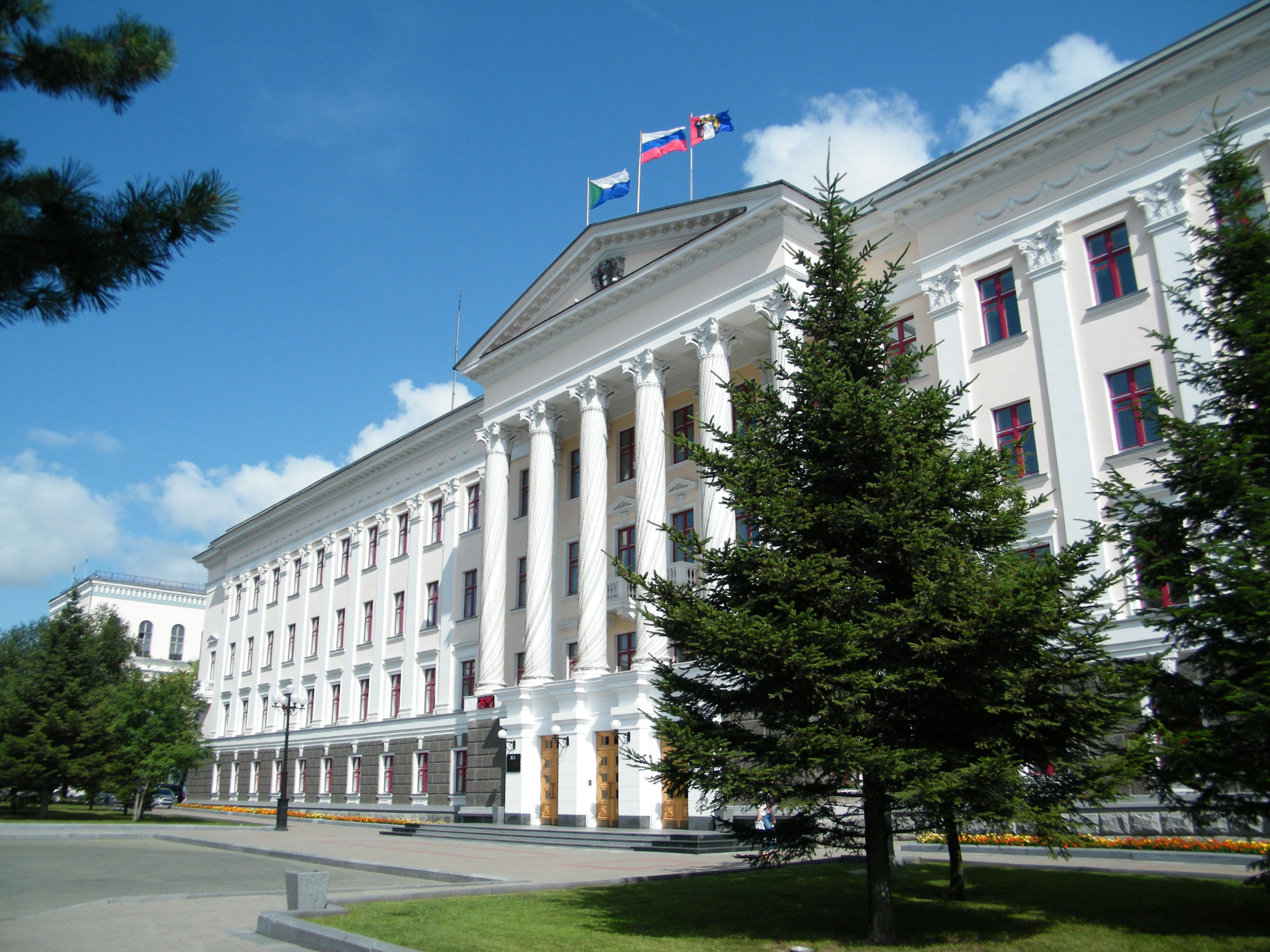
市政府

哈巴罗夫斯克边疆区首府设在此市，边疆区行政长官米哈伊尔·弗拉基米罗维奇·杰格佳廖夫领导边疆区政府，杜马主席伊琳娜·瓦列里耶芙娜·齐库诺娃领导边疆区杜马。
《哈巴罗夫斯克市宪章》第5条规定，市长由全市市民普选产生，任期5年，候选人应年满21周岁；市长是市政府的首脑，责任有批准市杜马通过的法案、向市杜马提交行政结构和就市行政权力的活动作年度报告，是唯一在地方一级有权向市杜马提出征收新税费议案的人。现行体制由1996年起实行，首任市长帕维尔·德米特里耶维奇·菲利波夫。
| 任数 | 市长                             | 任期起始    | 任期结束    |
| ---- | -------------------------------- | ----------- | ----------- |
| 1    | 帕维尔·德米特里耶维奇·菲利波夫   | 8 Dec 1996  | 15 Jul 2000 |
|      | 瓦列里·帕夫洛维奇·卡扎琴科       | 15 Jul 2000 | 4 Oct 2000  |
| 2    | 亚历山德拉·尼古拉耶维奇·索科洛夫 | 4 Oct 2000  | 25 Sep 2018 |
| 3    | 谢尔盖·安东列维奇·克拉夫丘克     | 25 Sep 2018 | -           |

### 行政区划

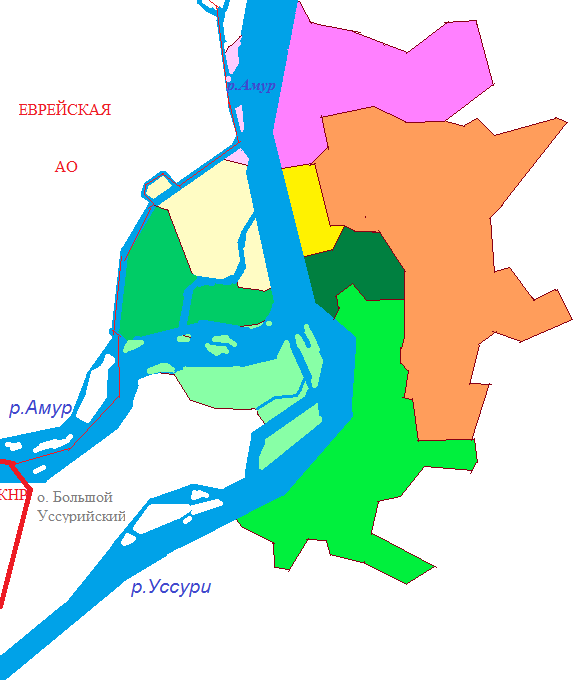
橘黄——热列兹诺多罗日内区
浅绿——工业区
黄——基洛夫斯基区
梅红——克拉斯诺弗洛茨基区
深绿——中央区

1936年5月21日，哈巴罗夫斯克市分为斯大林斯基区和基洛夫斯基区两个区。根据1937年11月3日远东执行委员会主席团法令，成立中央区，并载入1938年6月24日全俄中央执行委员会主席团法令《关于哈巴罗夫斯克中央区的形成》。1938年12月28日，热列兹诺多罗日内区成立，1945年9月15日成立了克拉斯诺弗洛茨基区。1961年11月10日，俄罗斯联邦最高苏维埃主席团颁布法令，斯大林斯基区更名为工业区。
2005年— 2015年内，为了改善地方政府的工作，市设立了地区管理委员会，并在5个区内划分了4个管理区，北部区含克拉斯诺弗洛茨基区和基洛夫区，南部区对应工业区。2015年，管理区撤销。
| 区                 | 人口    | 面积 平方公里 | 编号       | 成立时间    |
| ------------------ | ------- | ------------- | ---------- | ----------- |
| 热列兹诺多罗日内区 | 154 789 | 99            | 08 401 363 | 28 DEC 1938 |
| 工业区             | 225 710 | 128           | 08 401 365 | 21 MAY 1936 |
| 基洛夫斯基区       | 55 473  | 38            | 08 401 368 | 21 MAY 1936 |
| 克拉斯诺弗洛茨基区 | 88 613  | 71            | 08 401 371 | 03 OCT 1945 |
| 中央区             | 92 856  | 53            | 08 401 375 | 03 NOV 1937 |

## 人口
| 年   | 年初人口 | 生   | 死   | 自然增长 | 移民  | 生育率 (‰) | 死亡率 (‰) | 自然增长率 (‰) | 移民占比 (‰) |
| ---- | -------- | ---- | ---- | -------- | ----- | ---------- | ---------- | -------------- | ------------ |
| 1990 | 616 000  |      |      |          |       | 13,6       | 9,6        | 4              |              |
| 1999 | 614 000  |      |      |          |       | 7,2        | 12,9       | -5,7           |              |
| 2000 |          |      |      | -3600    |       |            |            |                |              |
| 2001 | 603 500  |      |      |          |       | 8,3        | 13,6       | -5,3           |              |
| 2003 | 583 100  |      |      |          |       | 9,9        | 15,5       | -5,6           |              |
| 2005 | 579 000  |      |      |          |       | 10,5       | 15,5       | -5,0           |              |
| 2008 | 577 300  |      |      | -1121    |       |            |            | -1,94          |              |
| 2009 | 579 168  |      |      |          |       |            |            |                |              |
| 2010 | 577 441  | 7130 | 7708 | -578     | 890   | 12,34      | 13,34      | -1,00          | 1,54         |
| 2011 | 577 753  | 7183 | 7645 | -462     | 8265  | 12,27      | 13,06      | -0,79          | 14,11        |
| 2012 | 585 556  | 8039 | 7346 | 693      | 7387  | 13,54      | 12,37      | 1,17           | 12,44        |
| 2013 | 593 636  | 8201 | 7294 | 907      | 6500  | 13,64      | 12,14      | 1,51           | 10,81        |
| 2014 | 601 043  | 8381 | 7401 | 980      | 5193  | 13,80      | 12,19      | 1,61           | 8,55         |
| 2015 | 607 216  | 8802 | 7353 | 1449     | 2495  | 14,40      | 12,03      | 2,37           | 4,08         |
| 2016 | 611 160  | 8247 | 7296 | 951      | 4131  | 13,38      | 11,84      | 1,54           | 6,70         |
| 2017 | 616 242  | 7440 | 7278 | 162      | 1746  | 12,04      | 11,77      | 0,26           | 2,82         |
| 2018 | 618 150  | 7250 | 7140 | 110      | -787  | 11,74      | 11,56      | 0,18           | -1,27        |
| 2019 | 617 473  | 6879 | 7499 | -620     | -481  | 11,16      | 12,17      | -1,01          | -0,78        |
| 2020 | 616 372  | 6524 | 8871 | -2347    | -3720 | 10,69      | 14,54      | -3,85          | -6,10        |
| 2021 | 610 305  | 7150 |      |          |       | 11,65      |            |                |              |
| 2022 | 613 480  |      |      |          |       |            |            |                |              |

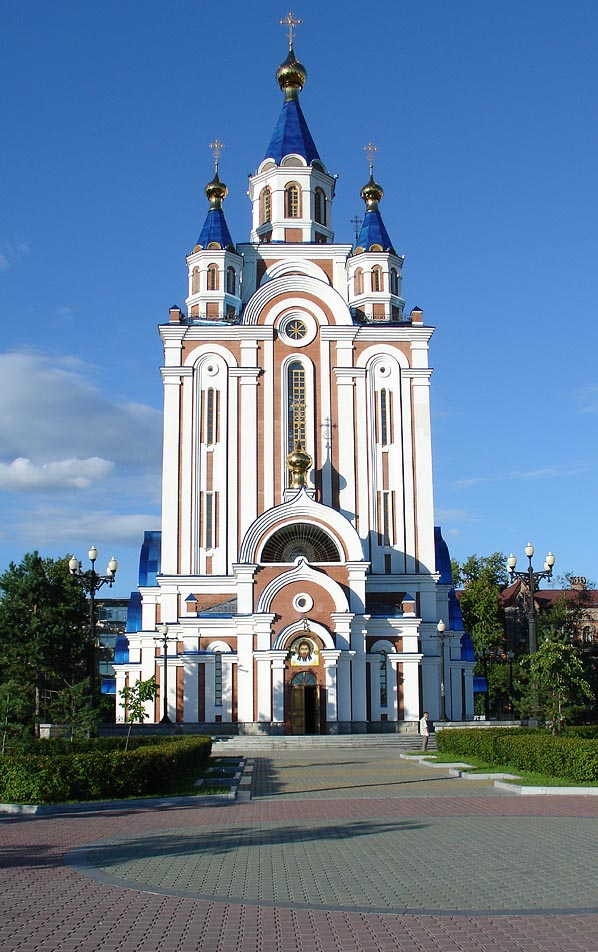
共青团广场上的圣母升天大教堂

据2020全俄人口普查，哈市人口在全俄1,119个城市中排名126位。
哈巴罗夫斯克市有16所东正教堂、1所古仪式东正教堂、1所天主教堂、7所福音派浸信会教堂、1所路德宗教堂、5所基督复临安息日会教堂、8个五旬节运动和灵恩运动教堂、1所清真寺、1所犹太教堂、1所噶玛噶举派寺庙和1所国际奎师那知觉协会庙宇。还有哈巴罗夫斯克神学院和远东地区经学院。

## 交通

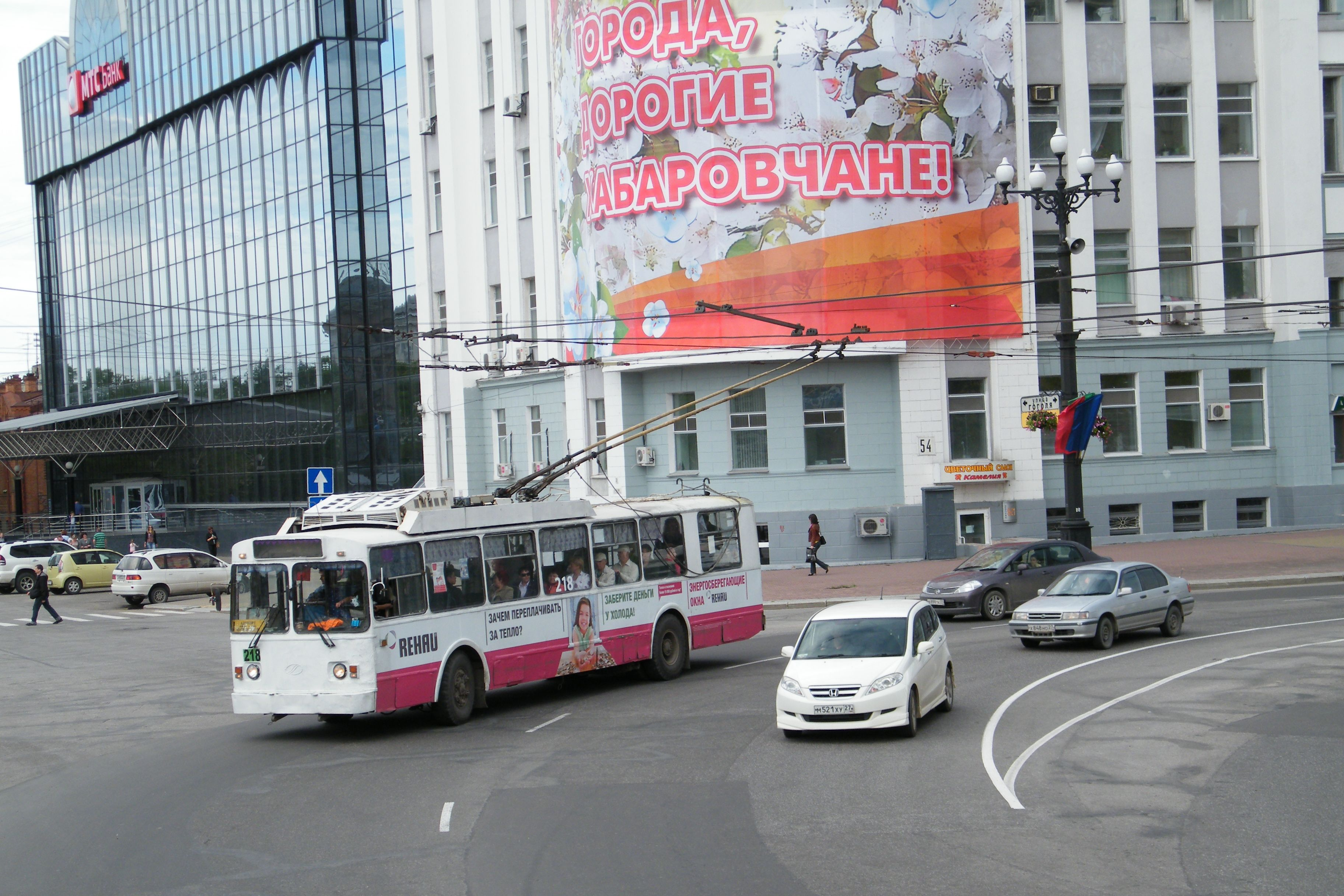
列宁廣場上的 無軌電車

哈巴羅夫斯克是一個河港，也是该国北部和西部、滨海边疆区、萨哈林岛和哈巴罗夫斯克边疆区港口水运、航空、铁路和公路交通交汇处的主要枢纽，具有国际、国家级和地区级重要性。铁路、河运、公路运输量均居地区第一。與中國交通方便，水路可直達松花江上游，鐵路連接綏芬河、滿洲里兩個中國最大陸路口岸，公路與黑龍江省所有陸路口岸相通，航空直達瀋陽、哈爾濱等城市。整體來說，伯力的整體城市景觀與1990年代初期的哈爾濱相仿。伯力向北有阿穆爾河畔共青城、雅庫茨克、馬加丹、堪察加彼得罗巴甫洛夫斯克，向南有双城子（烏蘇里斯克）、海參崴（符拉迪沃斯托克）等大城市，向西是西伯利亞山脈。伯力是中國商品進入俄羅斯的重要集散地，兩國商人通過此地將貨物向俄國西部運輸。1940年建成沃洛恰耶夫卡通蘇維埃港的鐵路後，交通條件進一步改善，成為俄羅斯遠東地區重要的鐵路樞紐、河港及航空要站。伯力為遠東地區主要的工業中心，以機械製造、造船、石油加工、木材加工、建材等部門為主，食品等輕工業也很發達。有來自库页岛的輸油管道在本市附近煉油。水、電、氣、交通、通訊等城市基礎設施建設比較完善，市區內高樓大廈不多。
1916年西伯利亞鐵路通車後，使由哈市向西運輸更加便利。在铁路运输方面还有通往阿穆尔河畔共青城的铁路线穿过该市，将西伯利亚大铁路与贝加尔-阿穆尔铁路连接起来。远东铁路局、客运站、机车站和货车站设在哈巴罗夫斯克。市内有四个火车站，其中最大的是哈巴罗夫斯克一号站和哈巴罗夫斯克二号站。从哈巴罗夫斯克到符拉迪沃斯托克，运行海洋号列车。郊区轨道交通由电动火车运行。2009年，阿穆尔河大桥改造完成，汽车公路和双线铁路通过大桥。
公路方面，从赤塔到哈巴罗夫斯克的阿穆尔联邦高速公路、哈巴罗夫斯克到符拉迪沃斯托克的乌苏里公路、哈巴罗夫斯克到阿穆尔河畔共青城的公路和正在建设的哈巴罗夫斯克到纳霍德卡的“东方”公路经过这里。1983年，每小时运载500名乘客的汽车站投入运营。城际巴士路线连接该市与该地区的中部和东部地区、滨海边疆区和犹太自治州的城市。2021年，城市收费绕行高速路建设完成。
河流运输发达。阿穆尔河沿岸的货运和客运由阿穆尔河航运公司负责。除河运外，还透过“江海”型船舶海上运输，对偏远的北极地区北方运输。货运河港和客运河港各一，另有哈巴罗夫斯克舰队维护和运营基地。乘客可乘坐“流星”号沿阿穆尔河前往阿穆尔河畔尼古拉耶夫斯克，“扎里亚”号前往通古斯卡河（库鲁河）上游的偏远村庄，在夏季居民可乘坐“莫斯科”号和“莫斯科维奇”号前往左岸。“波列谢”号等班车小船可前往中国的抚远镇。在苏联时期，游轮沿阿穆尔河航行，船型有阿穆尔河航运公司的 ГДР 30年、艾罗菲哈巴罗夫、谢苗·杰日涅夫、米克卢霍·麦克莱、Г·И·涅维尔斯科伊、В·波亚尔科夫、普热瓦尔斯基和乔治·谢多夫。目前阿穆尔河上没有游轮。
航空上，通过距市中心10公里、1972年起成为国际机场的新机场和东方航空公司的小机场运输。另有一飞机维修基地。市内还有一个军用中央机场，设有军用飞机修理厂和迪纳摩机场。日本-欧洲航班经过哈巴罗夫斯克空中交通管制区。
有轨电车、无轨电车、公共汽车、固定线路出租车和出租车组成城市交通。市内公交线路、有轨电车和无轨电车线路长度超过500公里。自2000年以来，随着北部微区、卡尔马克思街和列宁格勒街交叉口修建新的立交桥，市一直在重建主要道路和城市交通系统。根据2008年第一季度通过的至2020年哈巴罗夫斯克市发展战略规划，应将与道路隔离的有轨电车线路的其中95%转变为轻轨线路。在未来交通系统的发展中，重点放在环保交通上，主要是无轨电车和有轨电车，两者车队的翻新和补充工作于2003年开始，但止于2017年。有軌電車有8條路線，無軌電車有4條路線，而公共汽車和蘇式小巴营运約100條路線

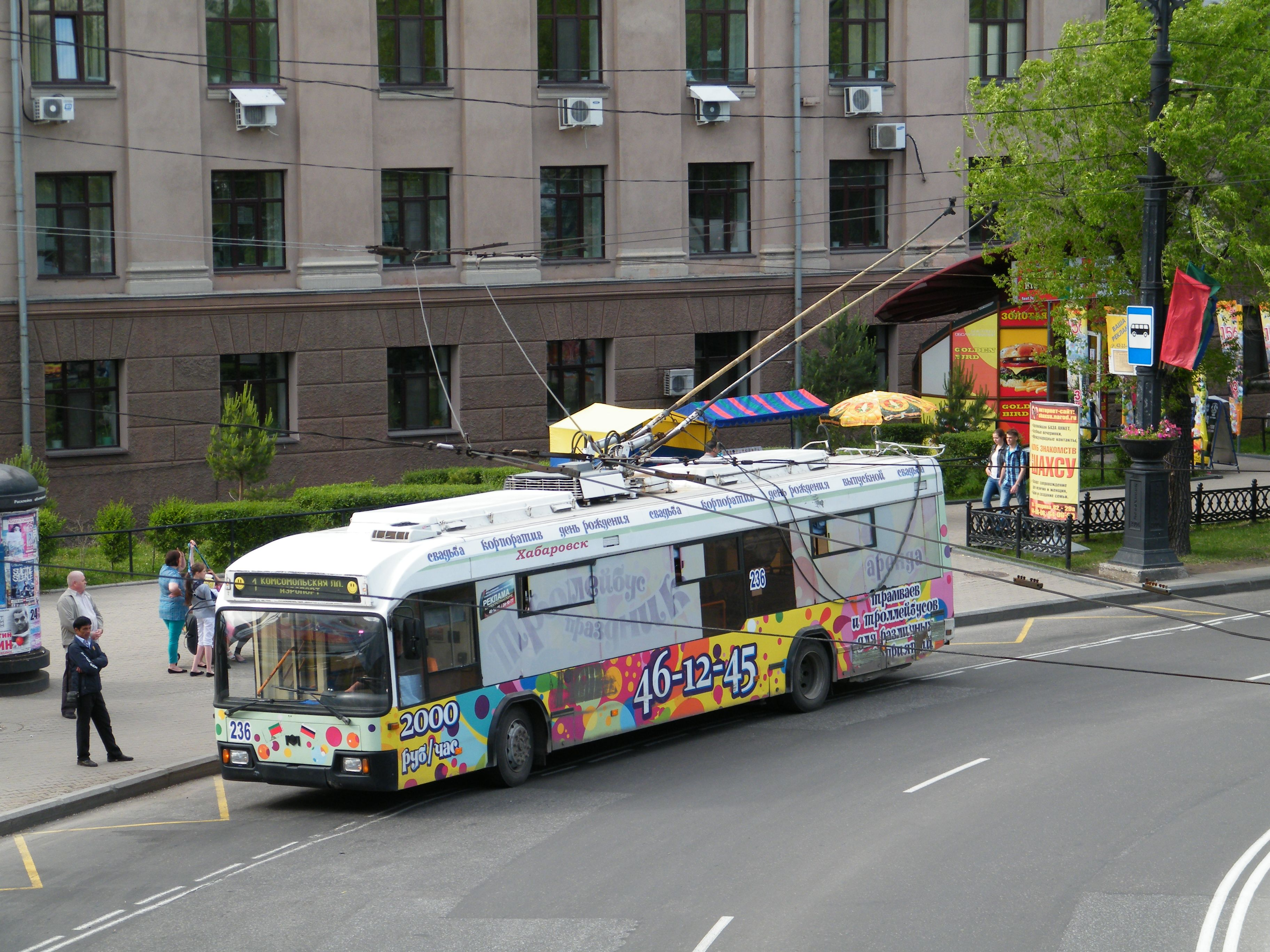
AKSM-321 低地板無軌電車
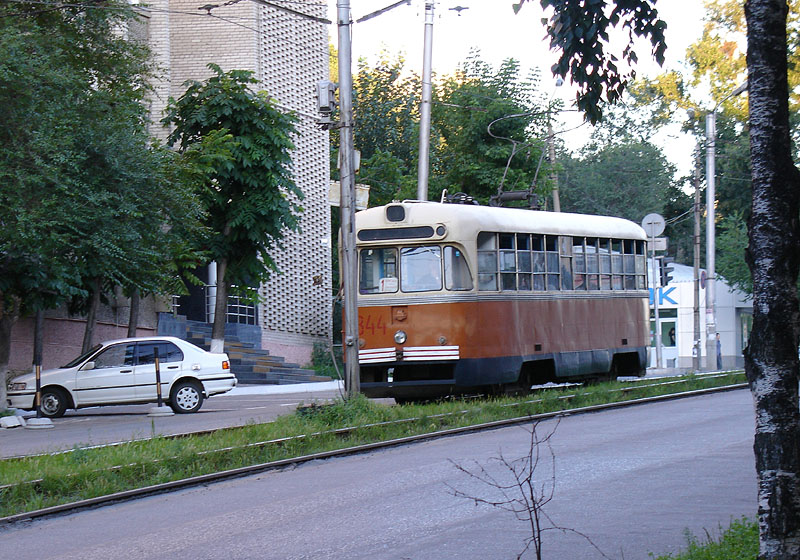
RVZ-6 有軌電車
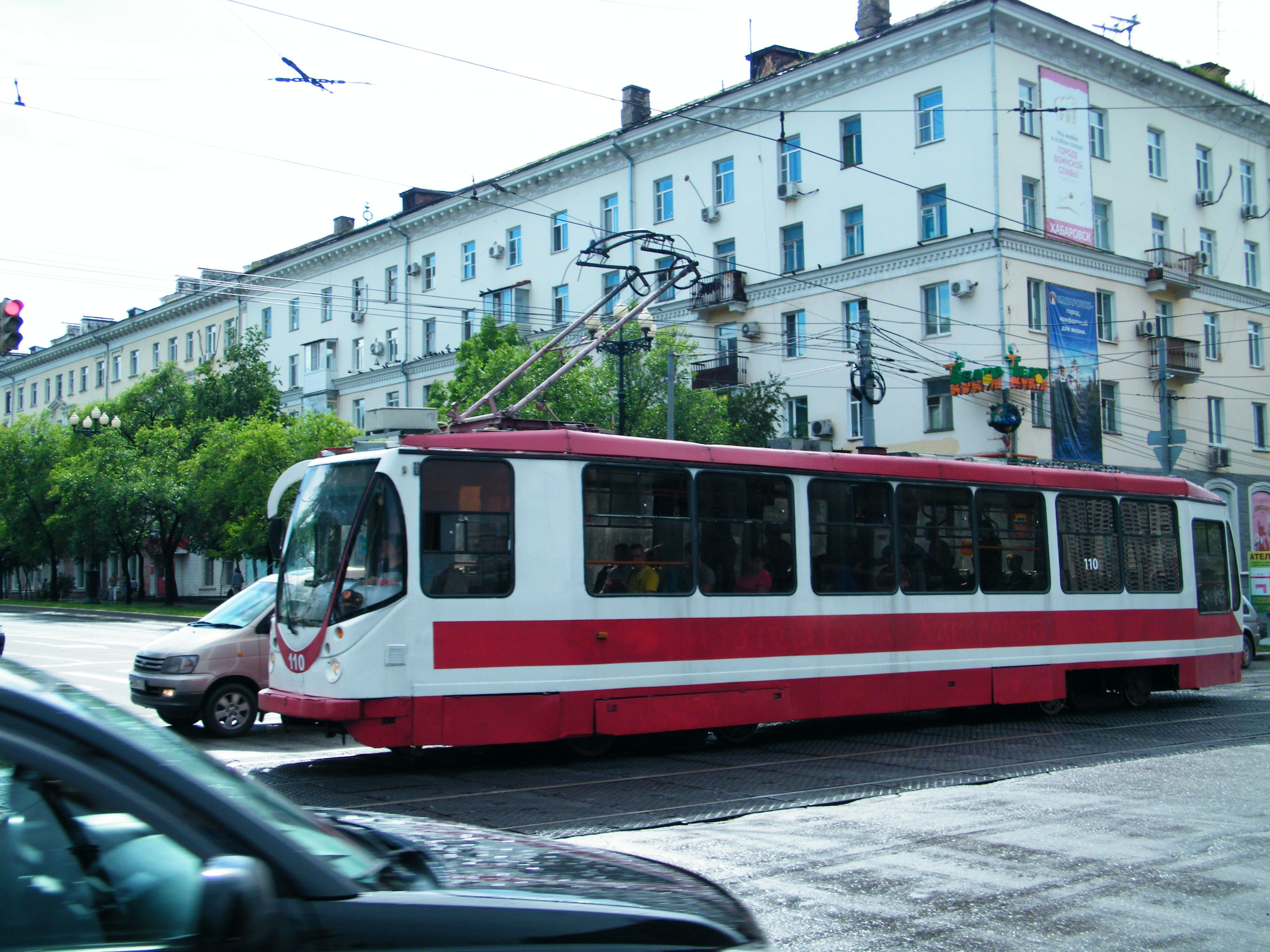
LM-99 有軌電車
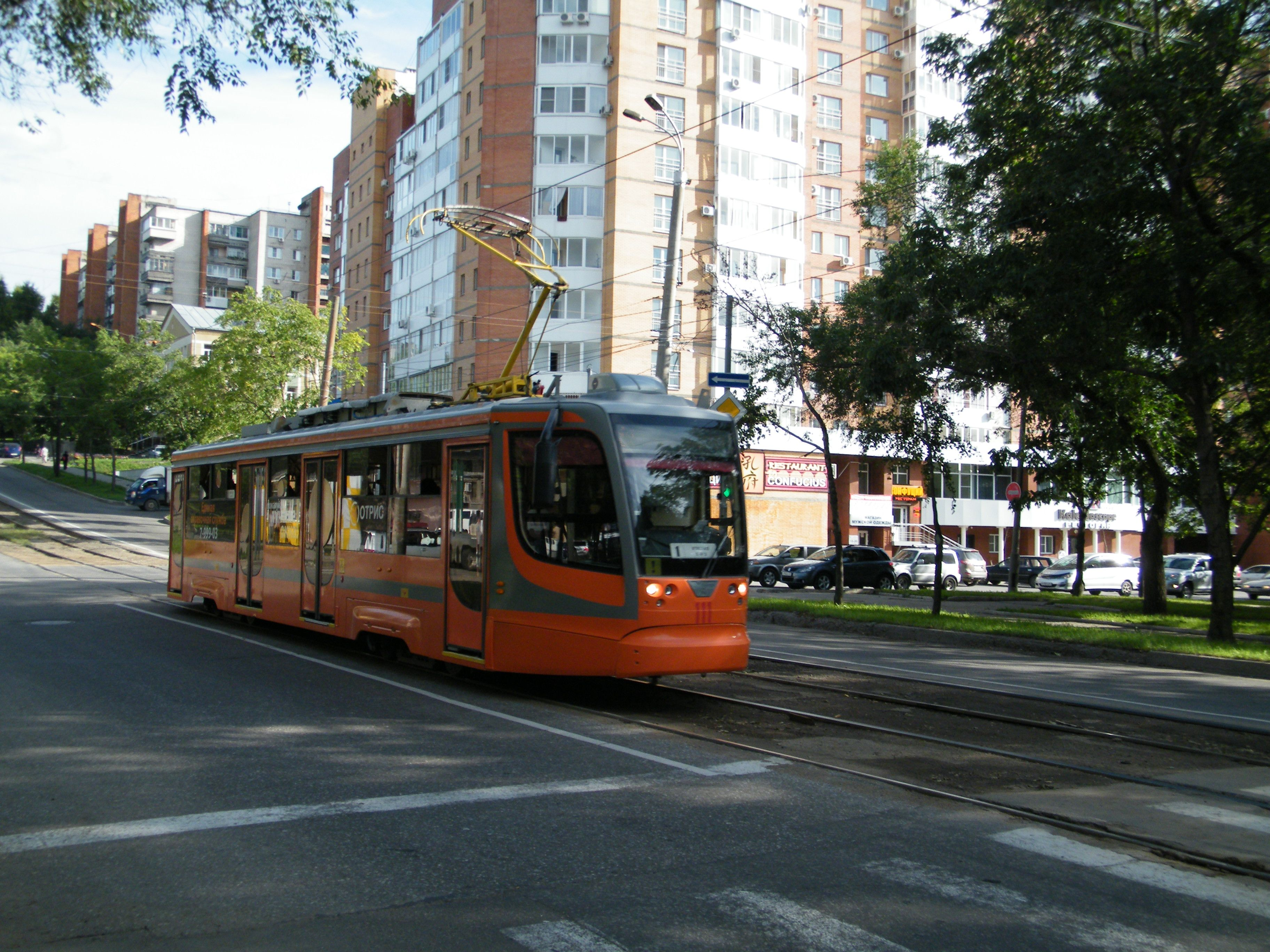
71-623 有軌電車
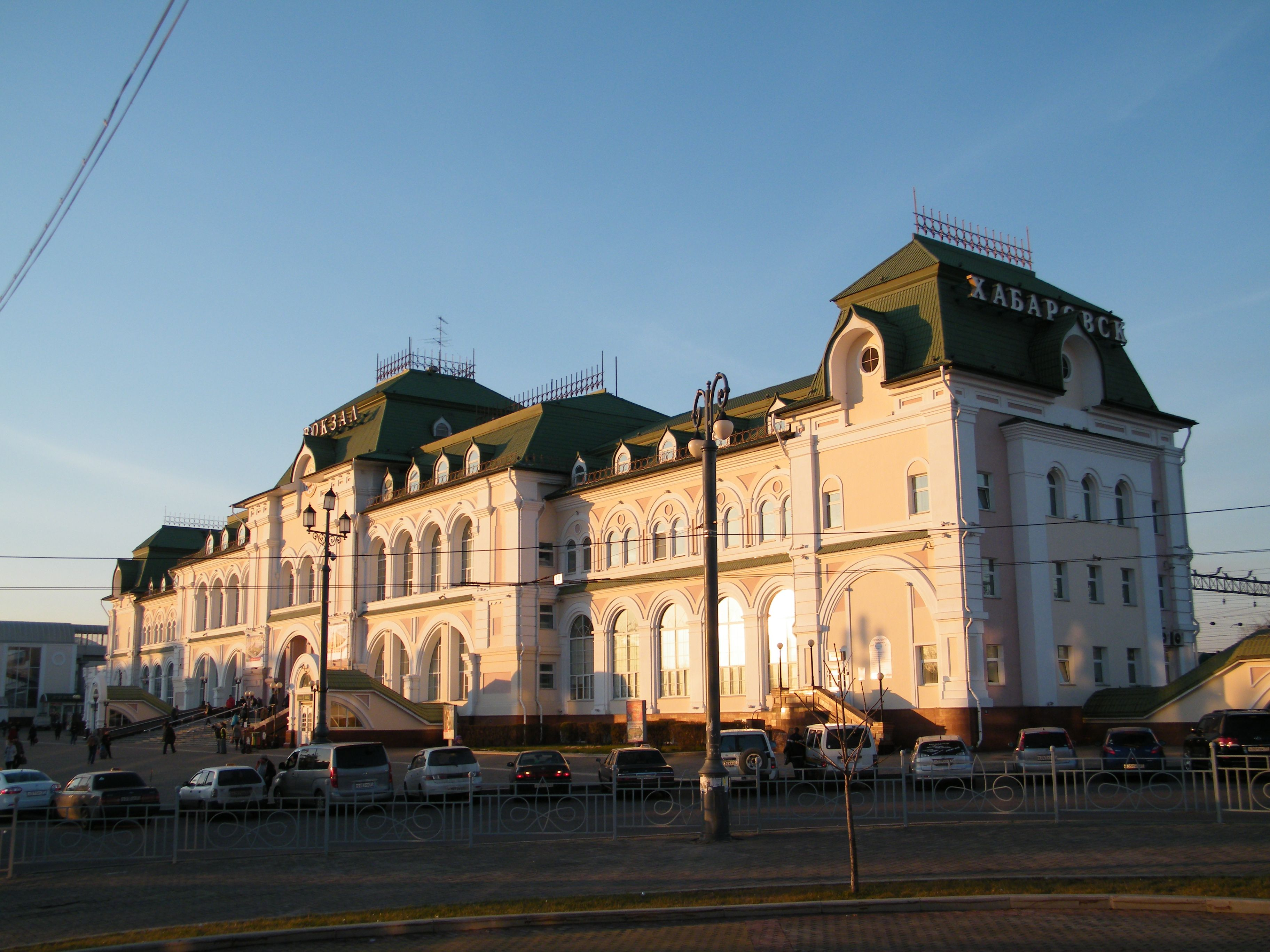
哈巴羅夫斯克1號站
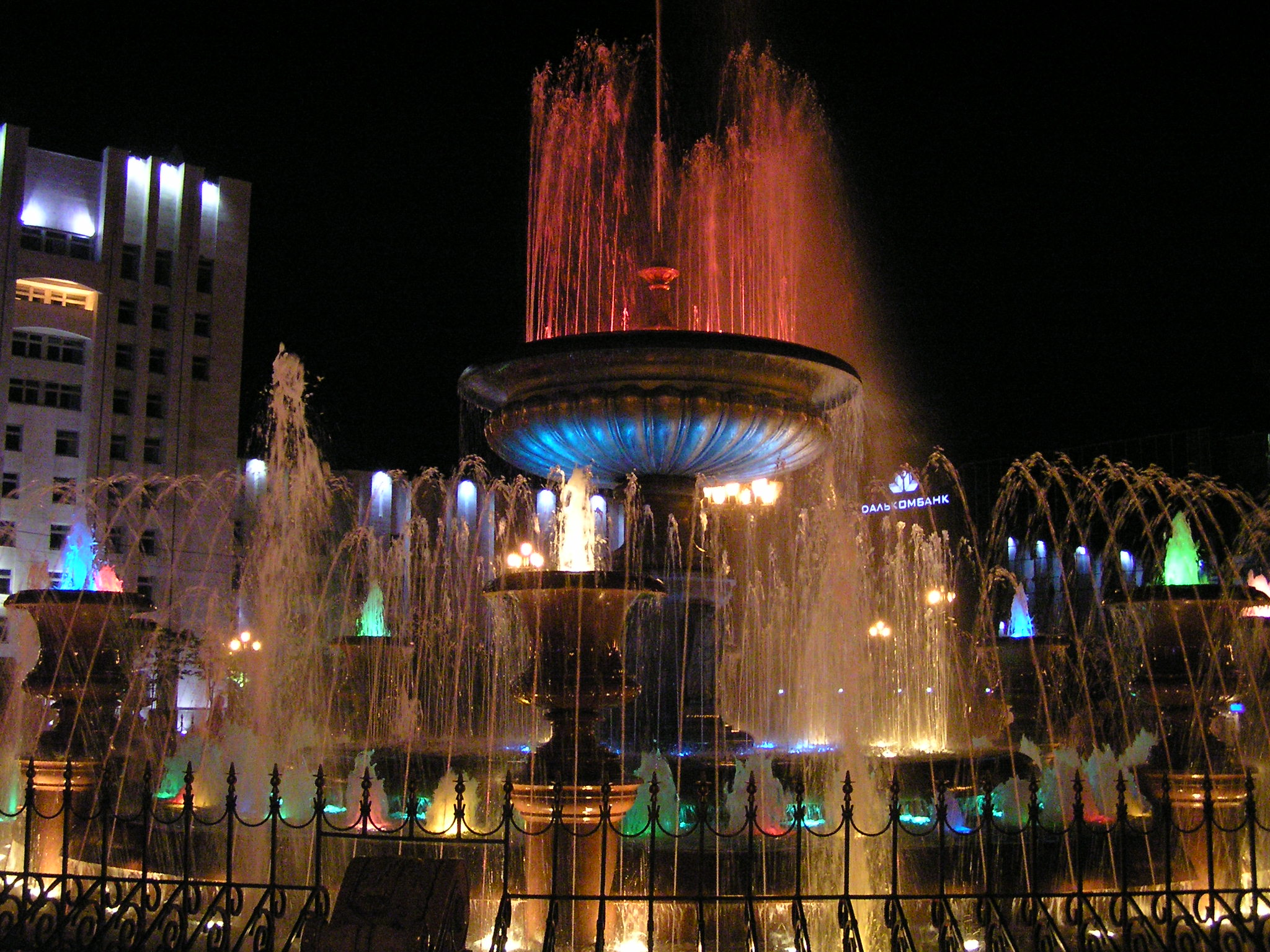
列寧廣場上的一座噴泉
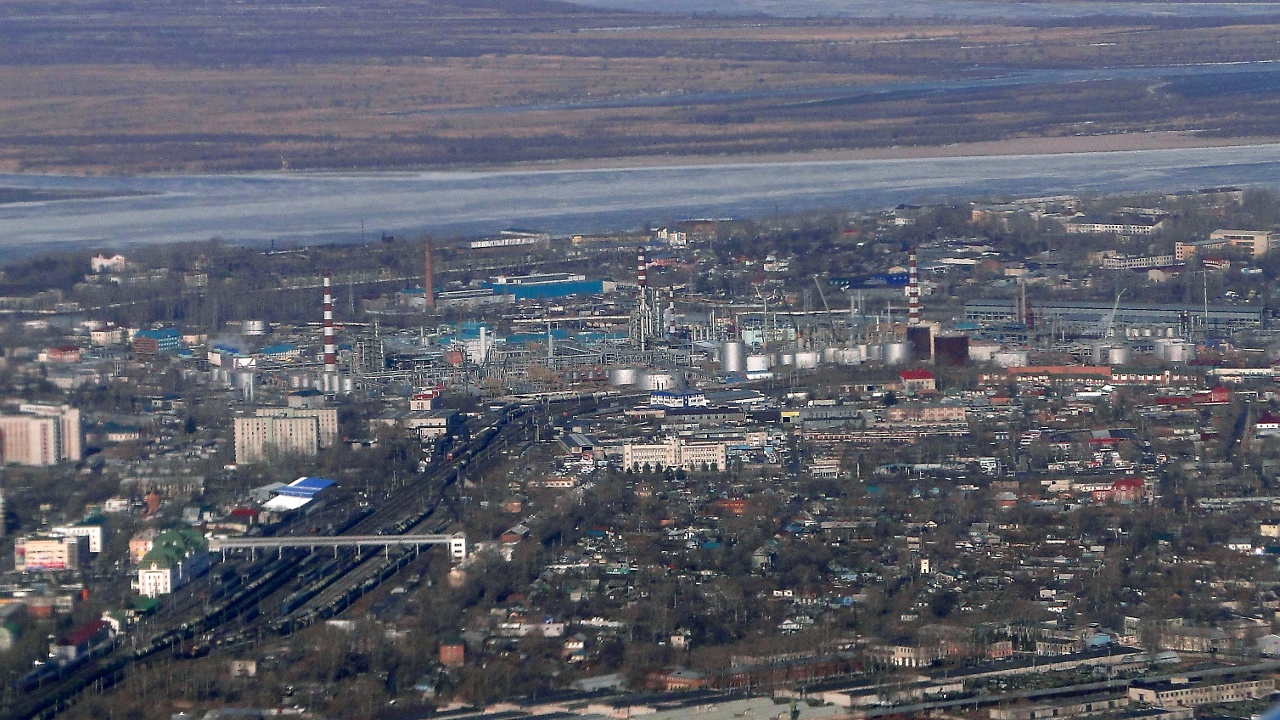
位於黑龍江畔的伯力工業區空照圖

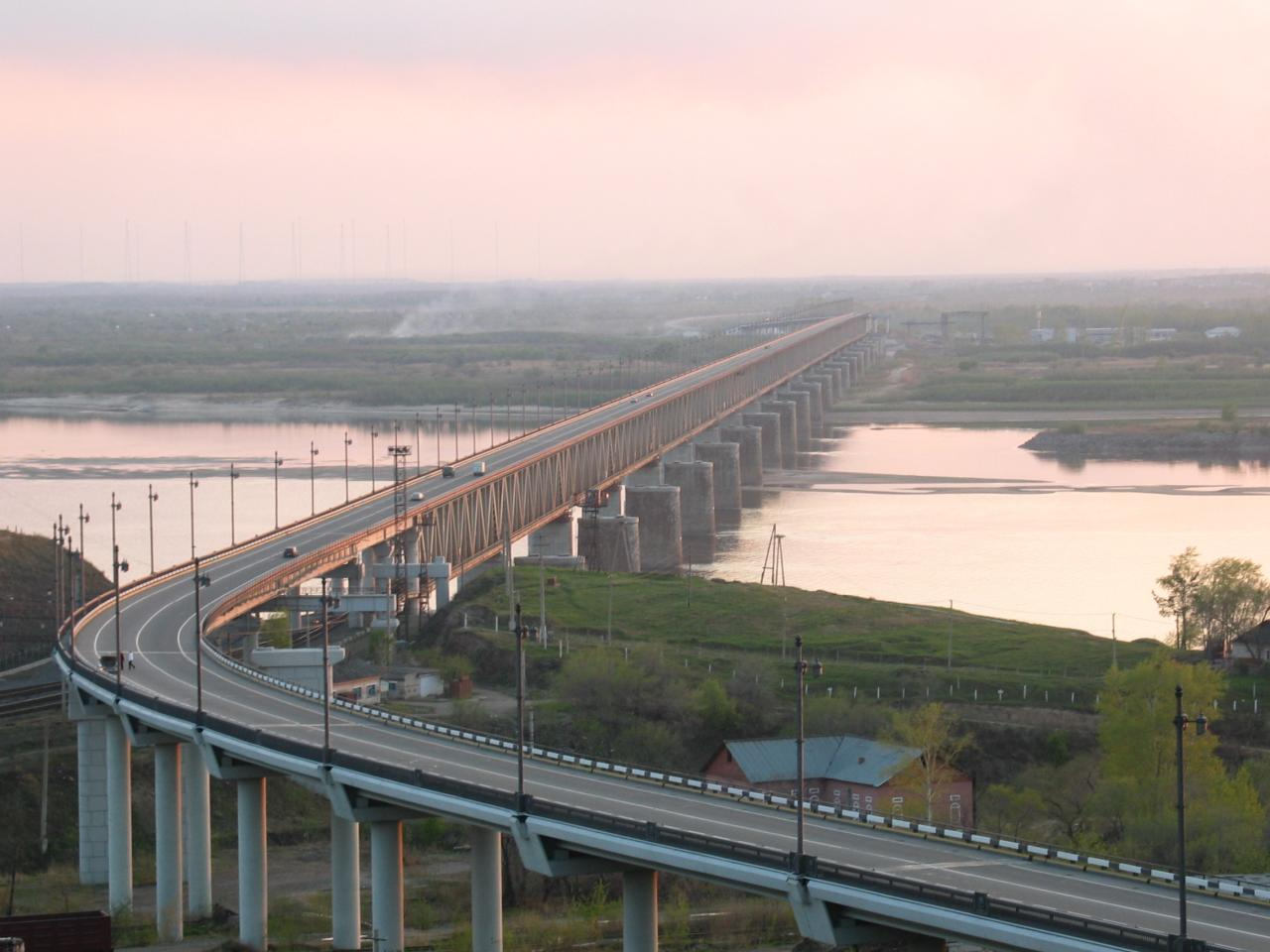
阿穆尔河上的大桥
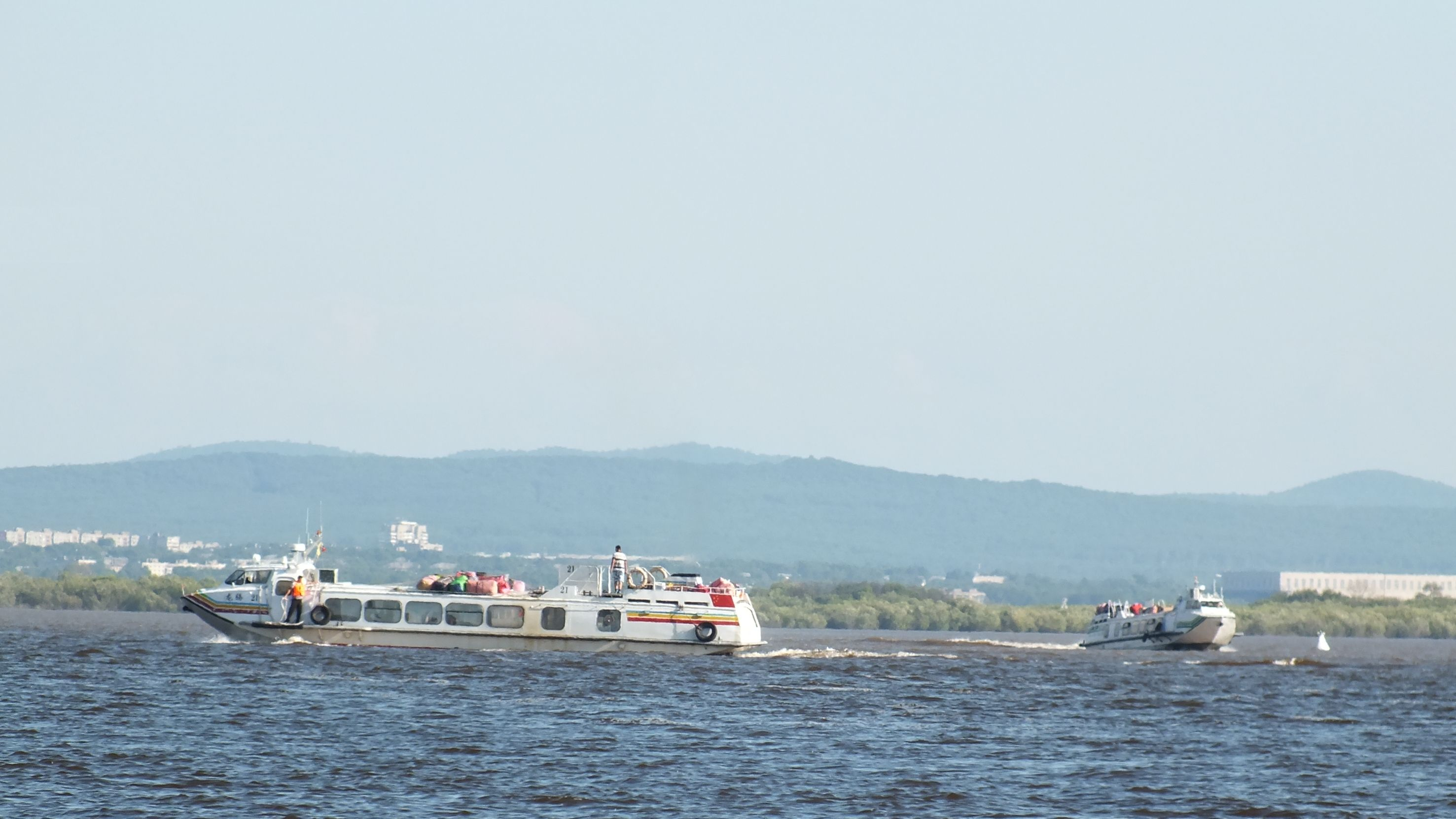
抚远到哈市的汽船
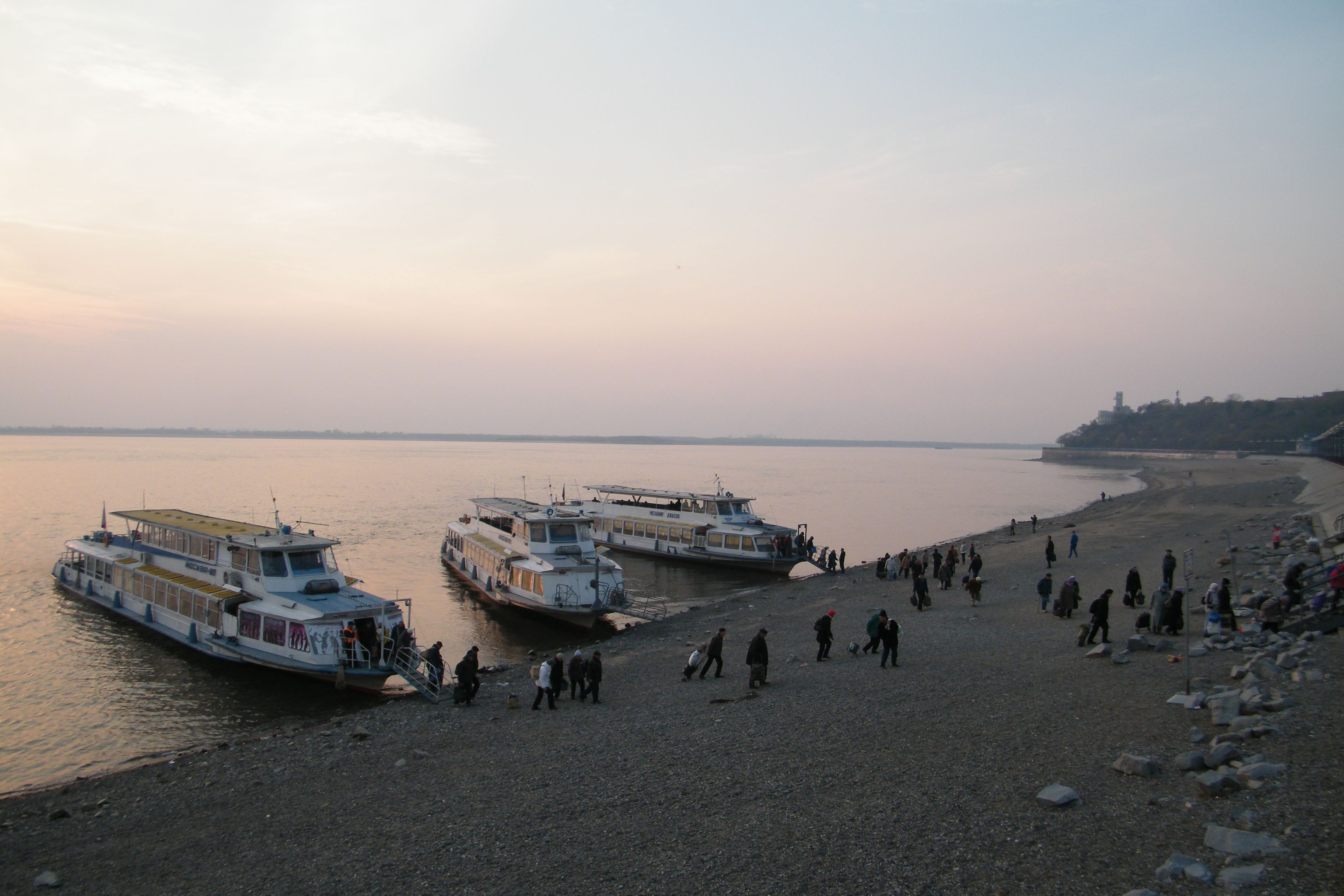
夏季船运
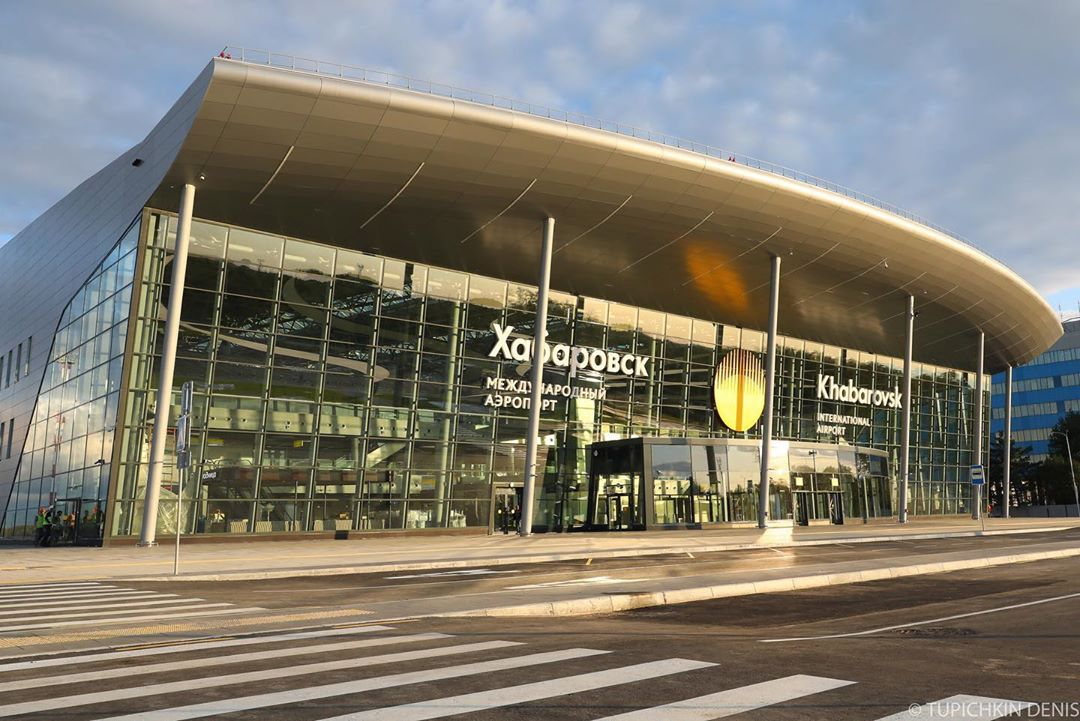
机场

## 通信和媒体
电话号码由六位数组成，区号为4212。全市有五家移动运营商，分别是移动电信、Beeline、MegaFon、Yota 和 Tele2。五家均能提供LTE（4G）标准的服务，除Tele2外的四个可提供3G服务。罗斯电信、Redcom 互联网、东方电信 ТК 有限责任公司、东方电信股份公司、跨电信公司和锦旗通信公司提供固网服务及宽频上网服务。Redcom、恩福塔、数据线公司、扫描城市公司、俄罗斯电视及广播电台网和橙色服务公司提供互联网接入服务。主要运营商是罗斯电信、跨电信公司和 MegaFon。国际和长途通信由阿克特尔和区域间交通电信主营。
报纸有前阿穆尔新闻报、太平洋之星、今日哈巴罗夫斯克边疆区、哈巴罗夫斯克新闻、青年远东二十一世纪、哈巴罗夫斯克快车、阿穆尔子午线、哈巴罗夫斯克周刊和 МК 在哈巴罗夫斯克。杂志有远东和远东首都。电子媒体有捷布里-ДВ。
本地电视频道主要有5个，分别是 6-TV、哈巴罗夫斯克频道、“Че!”频道、Ю-TV和乡村频道。
广播方面，全市有22个FM广播电台和1个AM广播电台。
- (AM)765 俄罗斯东方广播电台
- 87.9 复古调频
- 88.3 共青团真理广播电台
- 88.7 汽车广播
- 89.6 俄罗斯广播电台
- 90.2 幽默 FM
- 90.6 无线电信标
- 91.0 无线电能量

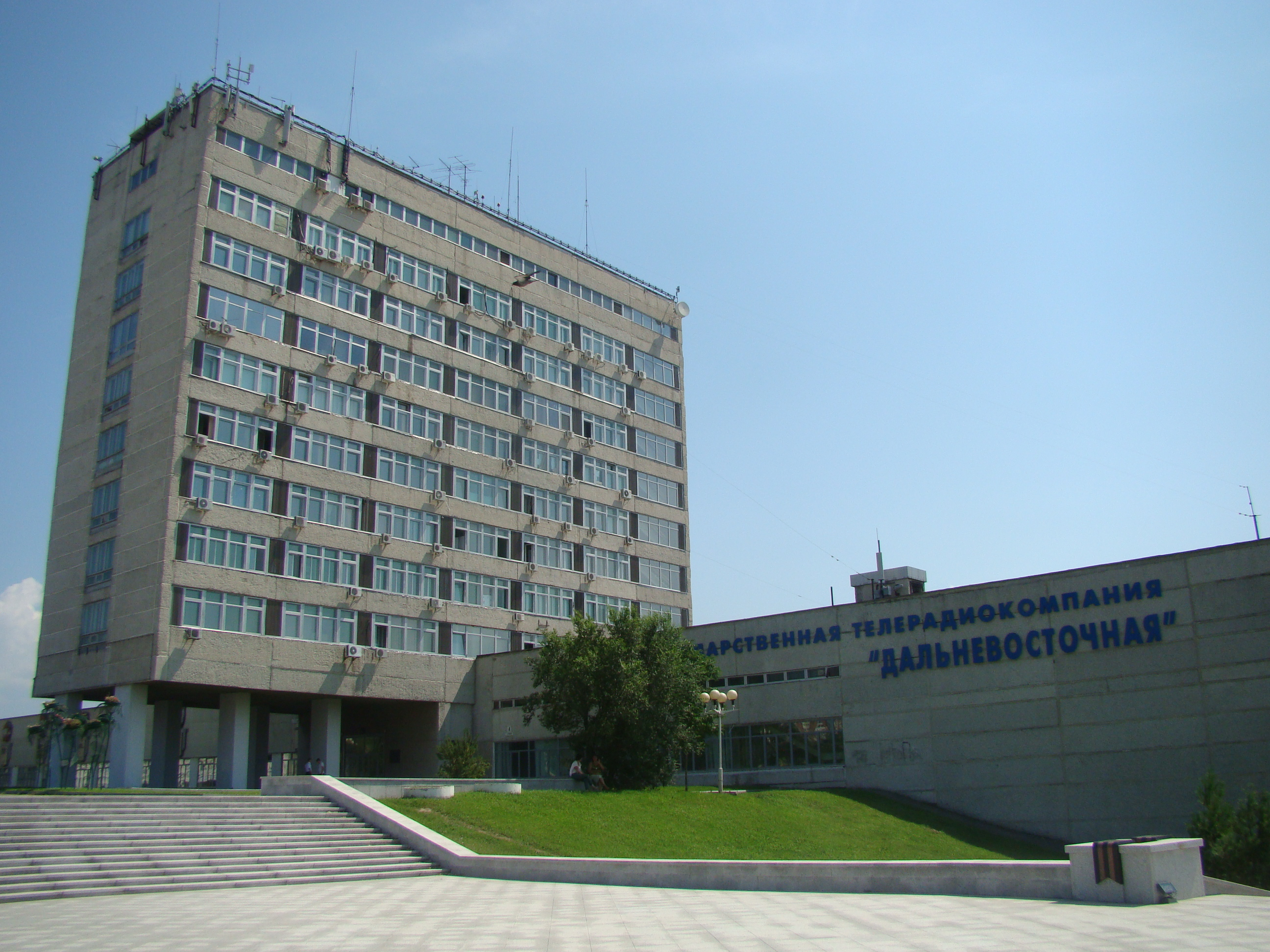
2015年摄 РТРС 远东区域中心

- 91.4 俄罗斯广播电台 / ГТРК 远东
- 99.1（计划中）儿童广播
- 100.6 彼得 FM
- 101.4 蒙特卡洛广播电台
- 101.8 好心情电台
- 102.3 Mir (媒体)
- 102.7 混合调频
- 103.3 喜剧电台
- 103.7 俄罗斯东部
- 104.3 公路广播
- 104.8 维斯蒂 FM
- 105.2（计划中）书广播
- 105.6 欧洲 plus
- 106.2 别墅电台
- 106.8 新收音机
- 107.5 工作室 21
- 107.9 维拉电台

市内汽车以日本进口为主，符合日本 76—90 MHz 的广播电台收听的人更多。市内还能收到来自附近其他城市和中国的广播。电视和广播由 РТРС 远东区域中心负责运营。

## 教育

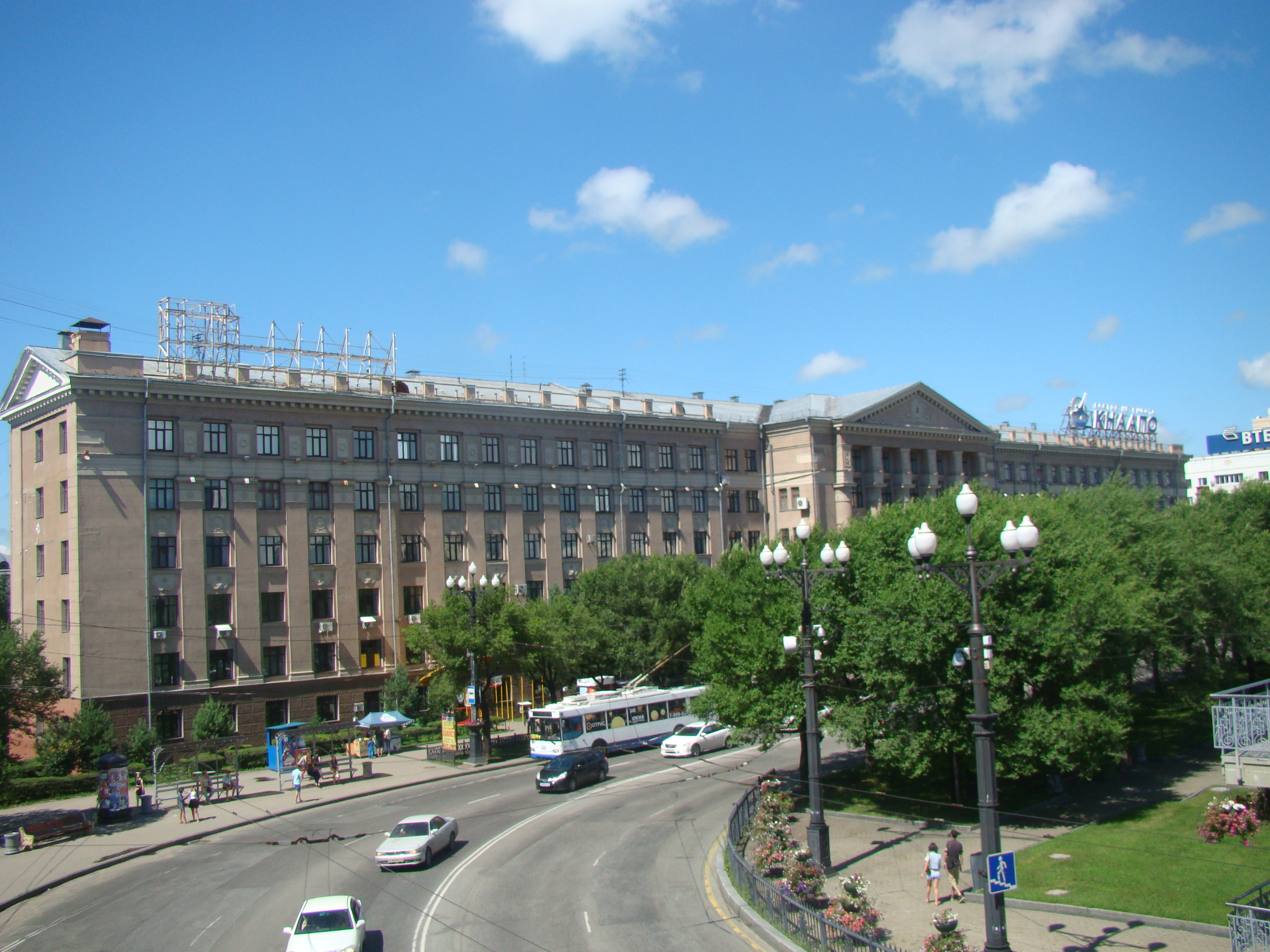
远东国立医科大学

哈巴羅夫斯克有俄罗斯科学院远东科学中心及多所高等院校，大学有远东研究所国民经济和公共管理学院分院、远东国立体育学院、远东国立医科大学、远东国立交通大学、远东立法与法理学研究所、远东国际关系研究所、远东管理商业和法律研究所、俄罗斯内务部远东法律研究所、俄罗斯联邦安全局哈巴罗夫斯克边境研究所、哈巴罗夫斯克国立经济与法律大学、哈巴罗夫斯克国立文化学院、太平洋国立大学教育学院、哈巴罗夫斯克信息通信学院、太平洋国立大学、远东国际商业学院、阿穆尔州农业经济与商业研究所、圣彼得堡对外经济关系、经济与法律学院哈巴罗夫斯克分校、俄罗斯司法学院远东分校、俄罗斯联邦司法部法学院远东分校、哈巴罗夫斯克神学院和圣彼得堡国立民航大学哈巴罗夫斯克分校。
俄罗斯科学院远东分院在哈巴罗夫斯克设有的研究所有计算中心、哈巴罗夫斯克科学中心材料科学研究所、矿业学院、水与环境问题研究所、Ю.А.柯西金构造与地球物理研究所、ФГУ 林业研究所、经济研究所、星球研究中心和应用数学研究所哈巴罗夫斯克分院。还有艺术学校设在这里。

## 国际关系
哈巴罗夫斯克有8个友好城市。
- 日本新潟县新潟市（1965年）

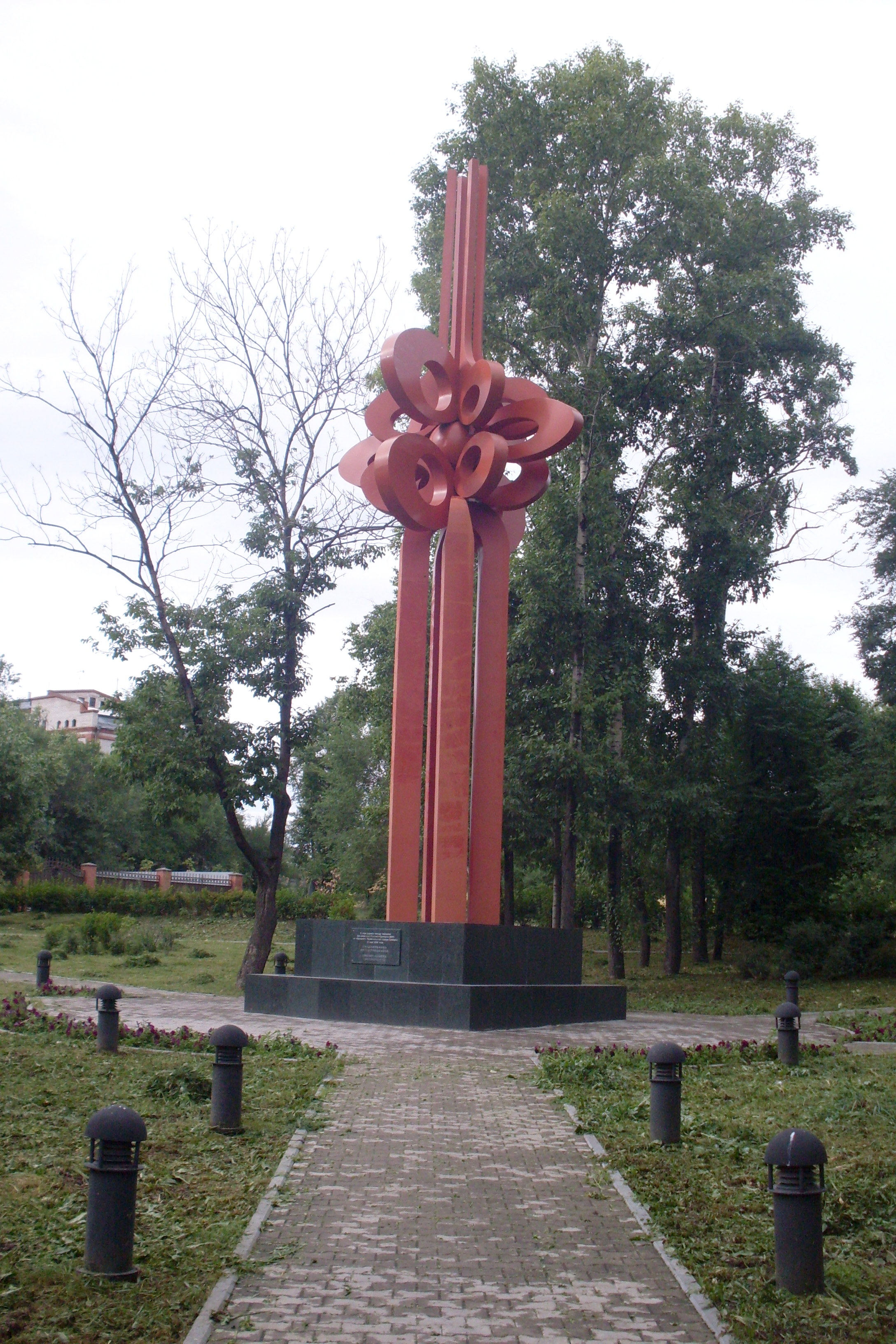
2009年树立的佳木斯友好城市纪念

- 美国俄勒冈州波特兰（1988年）
- 加拿大不列颠哥伦比亚省维多利亚（1990年，2022年由于俄罗斯全面入侵乌克兰而暂停）
- 中华人民共和国黑龙江省哈尔滨市（1993年）
- 京畿道富川市（2002年）
- 中华人民共和国黑龙江省牡丹江市（2010年）
- 中华人民共和国海南省三亚市（2011年）
- 朝鮮民主主義人民共和國咸镜北道清津市（2011年）

有 中华人民共和国、 日本、 朝鮮民主主義人民共和國和 领事馆驻在哈巴罗夫斯克市。
根據蘇聯的紀錄，已故朝鲜民主主义人民共和国領袖金正日在哈巴罗夫斯克东北的苏联远东方面军独立第88步兵旅驻扎地维亚茨科耶村出生。